# Lista över fornlämningar i Färgelanda kommun
Lista över fornlämningar i Färgelanda kommun är en förteckning av ett urval av de fornlämningar som finns i Färgelanda kommun.

## Färgelanda
| Namn                           | Lämningstyp                 | Tillkomsttid | Historisk indelning  | Plats | Läge                 | ID-nr          | Bild                                 |
| ------------------------------ | --------------------------- | ------------ | -------------------- | ----- | -------------------- | -------------- | ------------------------------------ |
| Färgelanda 1:1                 | Gravfält                    |              | Färgelanda, Dalsland |       | 58.573274, 12.017604 | 10166700010001 | Ladda upp en bild av detta fornminne |
| Färgelanda 2:1                 | Gravfält                    |              | Färgelanda, Dalsland |       | 58.549772, 11.914485 | 10166700020001 | Ladda upp en bild av detta fornminne |
| Färgelanda 3:1                 | Grav markerad av sten/block |              | Färgelanda, Dalsland |       | 58.545574, 11.914157 | 10166700030001 | Ladda upp en bild av detta fornminne |
| Färgelanda 3:2                 | Grav markerad av sten/block |              | Färgelanda, Dalsland |       | 58.545617, 11.914410 | 10166700030002 | Ladda upp en bild av detta fornminne |
| Färgelanda 3:3                 | Stensättning                |              | Färgelanda, Dalsland |       | 58.545566, 11.913866 | 10166700030003 | Ladda upp en bild av detta fornminne |
| Färgelanda 4:1                 | Grav markerad av sten/block |              | Färgelanda, Dalsland |       | 58.539564, 11.909548 | 10166700040001 | Ladda upp en bild av detta fornminne |
| Färgelanda 5:1                 | Hög                         |              | Färgelanda, Dalsland |       | 58.557951, 11.919616 | 10166700050001 | Ladda upp en bild av detta fornminne |
| Färgelanda 5:2                 | Hög                         |              | Färgelanda, Dalsland |       | 58.557863, 11.919367 | 10166700050002 | Ladda upp en bild av detta fornminne |
| Färgelanda 5:3                 | Stensättning                |              | Färgelanda, Dalsland |       | 58.557820, 11.919113 | 10166700050003 | Ladda upp en bild av detta fornminne |
| Färgelanda 6:1                 | Stensättning                |              | Färgelanda, Dalsland |       | 58.557296, 11.920333 | 10166700060001 | Ladda upp en bild av detta fornminne |
| Färgelanda 7:1                 | Stensättning                |              | Färgelanda, Dalsland |       | 58.569435, 11.925393 | 10166700070001 | Ladda upp en bild av detta fornminne |
| Färgelanda 8:1                 | Hög                         |              | Färgelanda, Dalsland |       | 58.571171, 11.922277 | 10166700080001 | Ladda upp en bild av detta fornminne |
| Färgelanda 8:2                 | Stensättning                |              | Färgelanda, Dalsland |       | 58.571048, 11.922031 | 10166700080002 | Ladda upp en bild av detta fornminne |
| Färgelanda 8:3                 | Stensättning                |              | Färgelanda, Dalsland |       | 58.571026, 11.922222 | 10166700080003 | Ladda upp en bild av detta fornminne |
| Färgelanda 9:2                 | Stensättning                |              | Färgelanda, Dalsland |       | 58.575086, 11.918655 | 10166700090002 | Ladda upp en bild av detta fornminne |
| Färgelanda 10:1                | Gravfält                    |              | Färgelanda, Dalsland |       | 58.553341, 11.918941 | 10166700100001 | Ladda upp en bild av detta fornminne |
| Färgelanda 10:2                | Hög                         |              | Färgelanda, Dalsland |       | 58.553765, 11.918277 | 10166700100002 | Ladda upp en bild av detta fornminne |
| Färgelanda 10:3                | Stensättning                |              | Färgelanda, Dalsland |       | 58.552775, 11.919482 | 10166700100003 | Ladda upp en bild av detta fornminne |
| Färgelanda 11:1                | Hög                         |              | Färgelanda, Dalsland |       | 58.561605, 11.936129 | 10166700110001 | Ladda upp en bild av detta fornminne |
| Färgelanda 12:1                | Gravfält                    |              | Färgelanda, Dalsland |       | 58.554739, 11.958098 | 10166700120001 | Ladda upp en bild av detta fornminne |
| Färgelanda 13:1                | Gravfält                    |              | Färgelanda, Dalsland |       | 58.554642, 11.965871 | 10166700130001 | Ladda upp en bild av detta fornminne |
| Färgelanda 14:1                | Hög                         |              | Färgelanda, Dalsland |       | 58.555265, 11.961581 | 10166700140001 | Ladda upp en bild av detta fornminne |
| Färgelanda 15:1                | Stensättning                |              | Färgelanda, Dalsland |       | 58.560711, 11.975895 | 10166700150001 | Ladda upp en bild av detta fornminne |
| Färgelanda 17:1                | Gravfält                    |              | Färgelanda, Dalsland |       | 58.568678, 11.964408 | 10166700170001 | Ladda upp en bild av detta fornminne |
| Färgelanda 18:1                | Gravfält                    |              | Färgelanda, Dalsland |       | 58.565352, 11.997331 | 10166700180001 | Ladda upp en bild av detta fornminne |
| Färgelanda 19:1                | Gravfält                    |              | Färgelanda, Dalsland |       | 58.561760, 12.001381 | 10166700190001 | Ladda upp en bild av detta fornminne |
| Färgelanda 20:1                | Stensättning                |              | Färgelanda, Dalsland |       | 58.563092, 12.015666 | 10166700200001 | Ladda upp en bild av detta fornminne |
| Färgelanda 22:1                | Stenkammargrav              |              | Färgelanda, Dalsland |       | 58.586527, 12.001605 | 10166700220001 | Ladda upp en bild av detta fornminne |
| Färgelanda 24:1                | Stensättning                |              | Färgelanda, Dalsland |       | 58.583303, 12.013330 | 10166700240001 | Ladda upp en bild av detta fornminne |
| Färgelanda 24:2                | Stensättning                |              | Färgelanda, Dalsland |       | 58.583541, 12.013364 | 10166700240002 | Ladda upp en bild av detta fornminne |
| Färgelanda 25:1                | Grav markerad av sten/block |              | Färgelanda, Dalsland |       | 58.592742, 12.006334 | 10166700250001 | Ladda upp en bild av detta fornminne |
| Färgelanda 25:2                | Grav markerad av sten/block |              | Färgelanda, Dalsland |       | 58.592744, 12.006461 | 10166700250002 | Ladda upp en bild av detta fornminne |
| Färgelanda 26:1                | Stenkammargrav              |              | Färgelanda, Dalsland |       | 58.592092, 12.009201 | 10166700260001 | Ladda upp en bild av detta fornminne |
| Färgelanda 27:1                | Stenkrets                   |              | Färgelanda, Dalsland |       | 58.596584, 12.006367 | 10166700270001 | Ladda upp en bild av detta fornminne |
| Färgelanda 27:2                | Hög                         |              | Färgelanda, Dalsland |       | 58.596447, 12.006219 | 10166700270002 | Ladda upp en bild av detta fornminne |
| Färgelanda 28:1                | Stensättning                |              | Färgelanda, Dalsland |       | 58.597521, 11.999795 | 10166700280001 | Ladda upp en bild av detta fornminne |
| Färgelanda 28:2                | Hög                         |              | Färgelanda, Dalsland |       | 58.597522, 11.999516 | 10166700280002 | Ladda upp en bild av detta fornminne |
| Färgelanda 28:3                | Stenkammargrav              |              | Färgelanda, Dalsland |       | 58.597593, 11.999223 | 10166700280003 | Ladda upp en bild av detta fornminne |
| Färgelanda 29:1                | Hög                         |              | Färgelanda, Dalsland |       | 58.598179, 12.005383 | 10166700290001 | Ladda upp en bild av detta fornminne |
| Färgelanda 30:1                | Stensättning                |              | Färgelanda, Dalsland |       | 58.599601, 12.001345 | 10166700300001 | Ladda upp en bild av detta fornminne |
| Färgelanda 30:2                | Hög                         |              | Färgelanda, Dalsland |       | 58.599377, 12.001619 | 10166700300002 | Ladda upp en bild av detta fornminne |
| Färgelanda 30:4                | Stensättning                |              | Färgelanda, Dalsland |       | 58.599512, 12.001485 | 10166700300004 | Ladda upp en bild av detta fornminne |
| Färgelanda 31:1                | Hög                         |              | Färgelanda, Dalsland |       | 58.600012, 12.001273 | 10166700310001 | Ladda upp en bild av detta fornminne |
| Färgelanda 31:2                | Hög                         |              | Färgelanda, Dalsland |       | 58.599958, 12.000872 | 10166700310002 | Ladda upp en bild av detta fornminne |
| Färgelanda 32:1                | Röse                        |              | Färgelanda, Dalsland |       | 58.585633, 12.021234 | 10166700320001 | Ladda upp en bild av detta fornminne |
| Färgelanda 32:2                | Stensättning                |              | Färgelanda, Dalsland |       | 58.585540, 12.021003 | 10166700320002 | Ladda upp en bild av detta fornminne |
| Färgelanda 33:1                | Gravfält                    |              | Färgelanda, Dalsland |       | 58.584785, 12.021806 | 10166700330001 | Ladda upp en bild av detta fornminne |
| Färgelanda 34:1                | Hög                         |              | Färgelanda, Dalsland |       | 58.585344, 12.022465 | 10166700340001 | Ladda upp en bild av detta fornminne |
| Färgelanda 35:1                | Stensättning                |              | Färgelanda, Dalsland |       | 58.584019, 12.032173 | 10166700350001 | Ladda upp en bild av detta fornminne |
| Färgelanda 37:1                | Gravfält                    |              | Färgelanda, Dalsland |       | 58.589922, 11.967573 | 10166700370001 | Ladda upp en bild av detta fornminne |
| Färgelanda 38:1                | Hög                         |              | Färgelanda, Dalsland |       | 58.591459, 11.966293 | 10166700380001 | Ladda upp en bild av detta fornminne |
| Färgelanda 38:2                | Stensättning                |              | Färgelanda, Dalsland |       | 58.591797, 11.966107 | 10166700380002 | Ladda upp en bild av detta fornminne |
| Färgelanda 39:1                | Grav markerad av sten/block |              | Färgelanda, Dalsland |       | 58.592722, 11.958616 | 10166700390001 | Ladda upp en bild av detta fornminne |
| Färgelanda 39:2                | Hög                         |              | Färgelanda, Dalsland |       | 58.592603, 11.958797 | 10166700390002 | Ladda upp en bild av detta fornminne |
| Färgelanda 40:1                | Hög                         |              | Färgelanda, Dalsland |       | 58.597991, 11.958745 | 10166700400001 | Ladda upp en bild av detta fornminne |
| Färgelanda 43:1                | Stensättning                |              | Färgelanda, Dalsland |       | 58.589604, 11.974071 | 10166700430001 | Ladda upp en bild av detta fornminne |
| Färgelanda 44:1                | Hög                         |              | Färgelanda, Dalsland |       | 58.592046, 11.981911 | 10166700440001 | Ladda upp en bild av detta fornminne |
| Färgelanda 45:1                | Gravfält                    |              | Färgelanda, Dalsland |       | 58.582585, 11.948726 | 10166700450001 | Ladda upp en bild av detta fornminne |
| Färgelanda 46:1                | Stensättning                |              | Färgelanda, Dalsland |       | 58.580411, 11.948283 | 10166700460001 | Ladda upp en bild av detta fornminne |
| Färgelanda 47:1                | Gravfält                    |              | Färgelanda, Dalsland |       | 58.603843, 11.988453 | 10166700470001 | Ladda upp en bild av detta fornminne |
| Färgelanda 47:2                | Hög                         |              | Färgelanda, Dalsland |       | 58.603846, 11.988229 | 10166700470002 | Ladda upp en bild av detta fornminne |
| Färgelanda 47:3                | Hög                         |              | Färgelanda, Dalsland |       | 58.603964, 11.987938 | 10166700470003 | Ladda upp en bild av detta fornminne |
| Färgelanda 47:4                | Hög                         |              | Färgelanda, Dalsland |       | 58.604010, 11.987730 | 10166700470004 | Ladda upp en bild av detta fornminne |
| Färgelanda 47:5                | Hög                         |              | Färgelanda, Dalsland |       | 58.604326, 11.987419 | 10166700470005 | Ladda upp en bild av detta fornminne |
| Färgelanda 48:1                | Stensättning                |              | Färgelanda, Dalsland |       | 58.608723, 11.997962 | 10166700480001 | Ladda upp en bild av detta fornminne |
| Färgelanda 49:1                | Hög                         |              | Färgelanda, Dalsland |       | 58.570893, 11.970116 | 10166700490001 | Ladda upp en bild av detta fornminne |
| Färgelanda 49:2                | Hög                         |              | Färgelanda, Dalsland |       | 58.570818, 11.969556 | 10166700490002 | Ladda upp en bild av detta fornminne |
| Färgelanda 50:1                | Hög                         |              | Färgelanda, Dalsland |       | 58.568848, 11.980589 | 10166700500001 | Ladda upp en bild av detta fornminne |
| Färgelanda 52:1                | Hällristning                |              | Färgelanda, Dalsland |       | 58.594097, 11.953037 | 10166700520001 | Ladda upp en bild av detta fornminne |
| Färgelanda 53:1                | Gravfält                    |              | Färgelanda, Dalsland |       | 58.595432, 11.952927 | 10166700530001 | Ladda upp en bild av detta fornminne |
| Färgelanda 54:1                | Gravfält                    |              | Färgelanda, Dalsland |       | 58.599538, 11.951374 | 10166700540001 | Ladda upp en bild av detta fornminne |
| Färgelanda 55:1                | Gravfält                    |              | Färgelanda, Dalsland |       | 58.605537, 11.954652 | 10166700550001 | Ladda upp en bild av detta fornminne |
| Färgelanda 56:1                | Gravfält                    |              | Färgelanda, Dalsland |       | 58.606331, 11.955880 | 10166700560001 | Ladda upp en bild av detta fornminne |
| Färgelanda 57:1                | Hällristning                |              | Färgelanda, Dalsland |       | 58.609454, 11.955169 | 10166700570001 | Ladda upp en bild av detta fornminne |
| Borråsberget (Färgelanda 58:1) | Fornborg                    |              | Färgelanda, Dalsland |       | 58.580419, 12.068747 | 10166700580001 | Ladda upp en bild av detta fornminne |
| Färgelanda 59:1                | Hög                         |              | Färgelanda, Dalsland |       | 58.580613, 12.042529 | 10166700590001 | Ladda upp en bild av detta fornminne |
| Färgelanda 61:1                | Hög                         |              | Färgelanda, Dalsland |       | 58.597368, 11.938565 | 10166700610001 | Ladda upp en bild av detta fornminne |
| Färgelanda 62:1                | Hög                         |              | Färgelanda, Dalsland |       | 58.602197, 11.939703 | 10166700620001 | Ladda upp en bild av detta fornminne |
| Färgelanda 63:1                | Stensättning                |              | Färgelanda, Dalsland |       | 58.602557, 11.938627 | 10166700630001 | Ladda upp en bild av detta fornminne |
| Färgelanda 66:1                | Stensättning                |              | Färgelanda, Dalsland |       | 58.574234, 12.060032 | 10166700660001 | Ladda upp en bild av detta fornminne |
| Färgelanda 66:2                | Stensättning                |              | Färgelanda, Dalsland |       | 58.573786, 12.060258 | 10166700660002 | Ladda upp en bild av detta fornminne |
| Färgelanda 67:1                | Stensättning                |              | Färgelanda, Dalsland |       | 58.569336, 12.075903 | 10166700670001 | Ladda upp en bild av detta fornminne |
| Färgelanda 69:1                | Hög                         |              | Färgelanda, Dalsland |       | 58.568674, 11.946502 | 10166700690001 | Ladda upp en bild av detta fornminne |
| Färgelanda 69:2                | Hög                         |              | Färgelanda, Dalsland |       | 58.568713, 11.947061 | 10166700690002 | Ladda upp en bild av detta fornminne |
| Färgelanda 69:3                | Stensättning                |              | Färgelanda, Dalsland |       | 58.568802, 11.947228 | 10166700690003 | Ladda upp en bild av detta fornminne |
| Färgelanda 69:4                | Hög                         |              | Färgelanda, Dalsland |       | 58.568647, 11.947409 | 10166700690004 | Ladda upp en bild av detta fornminne |
| Färgelanda 70:1                | Hällristning                |              | Färgelanda, Dalsland |       | 58.559109, 11.919261 | 10166700700001 | Ladda upp en bild av detta fornminne |
| Färgelanda 73:1                | Gravfält                    |              | Färgelanda, Dalsland |       | 58.622885, 11.883221 | 10166700730001 | Ladda upp en bild av detta fornminne |
| Färgelanda 82:1                | Stensättning                |              | Färgelanda, Dalsland |       | 58.613430, 11.929151 | 10166700820001 | Ladda upp en bild av detta fornminne |
| Färgelanda 83:1                | Stensättning                |              | Färgelanda, Dalsland |       | 58.613392, 11.895158 | 10166700830001 | Ladda upp en bild av detta fornminne |
| Färgelanda 83:2                | Stensättning                |              | Färgelanda, Dalsland |       | 58.613351, 11.895317 | 10166700830002 | Ladda upp en bild av detta fornminne |
| Färgelanda 84:1                | Stensättning                |              | Färgelanda, Dalsland |       | 58.597823, 11.931647 | 10166700840001 | Ladda upp en bild av detta fornminne |
| Färgelanda 84:2                | Hög                         |              | Färgelanda, Dalsland |       | 58.597805, 11.931958 | 10166700840002 | Ladda upp en bild av detta fornminne |
| Färgelanda 85:1                | Stensättning                |              | Färgelanda, Dalsland |       | 58.602496, 11.924181 | 10166700850001 | Ladda upp en bild av detta fornminne |
| Färgelanda 85:2                | Stensättning                |              | Färgelanda, Dalsland |       | 58.601942, 11.923978 | 10166700850002 | Ladda upp en bild av detta fornminne |
| Färgelanda 86:1                | Stensättning                |              | Färgelanda, Dalsland |       | 58.602926, 11.924809 | 10166700860001 | Ladda upp en bild av detta fornminne |
| Vallkullen (Färgelanda 93:1)   | Stensättning                |              | Färgelanda, Dalsland |       | 58.617188, 11.934978 | 10166700930001 | Ladda upp en bild av detta fornminne |
| Färgelanda 101:1               | Stensättning                |              | Färgelanda, Dalsland |       | 58.562350, 11.956249 | 10166701010001 | Ladda upp en bild av detta fornminne |
| Färgelanda 103:1               | Stensättning                |              | Färgelanda, Dalsland |       | 58.553426, 11.968074 | 10166701030001 | Ladda upp en bild av detta fornminne |
| Färgelanda 103:2               | Stensättning                |              | Färgelanda, Dalsland |       | 58.553580, 11.967281 | 10166701030002 | Ladda upp en bild av detta fornminne |
| Färgelanda 104:1               | Stensättning                |              | Färgelanda, Dalsland |       | 58.554885, 11.968704 | 10166701040001 | Ladda upp en bild av detta fornminne |
| Färgelanda 109:1               | Fornborg                    |              | Färgelanda, Dalsland |       | 58.559782, 12.020357 | 10166701090001 | Ladda upp en bild av detta fornminne |
| Färgelanda 110:1               | Kyrka/kapell                |              | Färgelanda, Dalsland |       | 58.571426, 11.991264 | 10166701100001 | Ladda upp en bild av detta fornminne |
| Färgelanda 114:1               | Grav markerad av sten/block |              | Färgelanda, Dalsland |       | 58.586832, 12.005751 | 10166701140001 | Ladda upp en bild av detta fornminne |
| Färgelanda 116:1               | Stensättning                |              | Färgelanda, Dalsland |       | 58.588304, 12.007611 | 10166701160001 | Ladda upp en bild av detta fornminne |
| Färgelanda 117:1               | Stensättning                |              | Färgelanda, Dalsland |       | 58.587293, 12.006839 | 10166701170001 | Ladda upp en bild av detta fornminne |
| Färgelanda 118:1               | Stensättning                |              | Färgelanda, Dalsland |       | 58.584729, 12.003845 | 10166701180001 | Ladda upp en bild av detta fornminne |
| Färgelanda 122:1               | Stensättning                |              | Färgelanda, Dalsland |       | 58.592364, 11.966864 | 10166701220001 | Ladda upp en bild av detta fornminne |
| Färgelanda 125:1               | Hög                         |              | Färgelanda, Dalsland |       | 58.603934, 11.965428 | 10166701250001 | Ladda upp en bild av detta fornminne |
| Färgelanda 132:1               | Stensättning                |              | Färgelanda, Dalsland |       | 58.576150, 11.970788 | 10166701320001 | Ladda upp en bild av detta fornminne |
| Färgelanda 132:2               | Stensättning                |              | Färgelanda, Dalsland |       | 58.576029, 11.970804 | 10166701320002 | Ladda upp en bild av detta fornminne |
| Färgelanda 132:3               | Stensättning                |              | Färgelanda, Dalsland |       | 58.575977, 11.970975 | 10166701320003 | Ladda upp en bild av detta fornminne |
| Färgelanda 133:1               | Stensättning                |              | Färgelanda, Dalsland |       | 58.573641, 11.972032 | 10166701330001 | Ladda upp en bild av detta fornminne |
| Färgelanda 169:1               | Hög                         |              | Färgelanda, Dalsland |       | 58.568248, 12.073373 | 10166701690001 | Ladda upp en bild av detta fornminne |
| Färgelanda 175:1               | Hög                         |              | Färgelanda, Dalsland |       | 58.603445, 11.964738 | 10166701750001 | Ladda upp en bild av detta fornminne |
| Färgelanda 175:2               | Stensättning                |              | Färgelanda, Dalsland |       | 58.603364, 11.964612 | 10166701750002 | Ladda upp en bild av detta fornminne |
| Färgelanda 178:1               | Hög                         |              | Färgelanda, Dalsland |       | 58.574054, 11.929240 | 10166701780001 | Ladda upp en bild av detta fornminne |
| Färgelanda 179:1               | Stensättning                |              | Färgelanda, Dalsland |       | 58.556521, 11.920908 | 10166701790001 | Ladda upp en bild av detta fornminne |
| Färgelanda 197:1               | Stensättning                |              | Färgelanda, Dalsland |       | 58.553950, 12.119148 | 10166701970001 | Ladda upp en bild av detta fornminne |
| Ödeborg 34:1                   | Stensättning                |              | Färgelanda, Dalsland |       | 58.558236, 11.993453 | 10183200340001 | Ladda upp en bild av detta fornminne |

## Högsäter
| Namn                        | Lämningstyp                      | Tillkomsttid | Historisk indelning | Plats | Läge                 | ID-nr          | Bild                                 |
| --------------------------- | -------------------------------- | ------------ | ------------------- | ----- | -------------------- | -------------- | ------------------------------------ |
| Högsäter 1:1                | Gravfält                         |              | Högsäter, Dalsland  |       | 58.647125, 12.055507 | 10170000010001 | Ladda upp en bild av detta fornminne |
| Tingsbacken (Högsäter 2:1)  | Gravfält                         |              | Högsäter, Dalsland  |       | 58.634653, 12.057217 | 10170000020001 | Ladda upp en bild av detta fornminne |
| Högsäter 4:1                | Gravfält                         |              | Högsäter, Dalsland  |       | 58.663473, 12.067533 | 10170000040001 | Ladda upp en bild av detta fornminne |
| Högsäter 6:1                | Hällristning                     |              | Högsäter, Dalsland  |       | 58.666015, 12.075376 | 10170000060001 | Ladda upp en bild av detta fornminne |
| Högsäter 7:1                | Hög                              |              | Högsäter, Dalsland  |       | 58.657139, 12.083796 | 10170000070001 | Ladda upp en bild av detta fornminne |
| Högsäter 7:2                | Stensättning                     |              | Högsäter, Dalsland  |       | 58.656978, 12.083826 | 10170000070002 | Ladda upp en bild av detta fornminne |
| Högsäter 7:3                | Stensättning                     |              | Högsäter, Dalsland  |       | 58.656874, 12.084057 | 10170000070003 | Ladda upp en bild av detta fornminne |
| Högsäter 7:4                | Stensättning                     |              | Högsäter, Dalsland  |       | 58.656858, 12.083769 | 10170000070004 | Ladda upp en bild av detta fornminne |
| Högsäter 8:1                | Stenkammargrav                   |              | Högsäter, Dalsland  |       | 58.654197, 12.079004 | 10170000080001 | Ladda upp en bild av detta fornminne |
| Högsäter 9:1                | Stenkrets                        |              | Högsäter, Dalsland  |       | 58.662331, 12.070535 | 10170000090001 | Ladda upp en bild av detta fornminne |
| Högsäter 11:1               | Hög                              |              | Högsäter, Dalsland  |       | 58.693690, 12.104883 | 10170000110001 | Ladda upp en bild av detta fornminne |
| Högsäter 12:1               | Hög                              |              | Högsäter, Dalsland  |       | 58.683993, 12.110167 | 10170000120001 | Ladda upp en bild av detta fornminne |
| Högsäter 12:2               | Stensättning                     |              | Högsäter, Dalsland  |       | 58.683864, 12.110233 | 10170000120002 | Ladda upp en bild av detta fornminne |
| Högsäter 13:1               | Hällristning                     |              | Högsäter, Dalsland  |       | 58.690344, 12.106836 | 10170000130001 | Ladda upp en bild av detta fornminne |
| Högsäter 14:1               | Röse                             |              | Högsäter, Dalsland  |       | 58.680877, 12.127858 | 10170000140001 | Ladda upp en bild av detta fornminne |
| Högsäter 15:1               | Gravfält                         |              | Högsäter, Dalsland  |       | 58.672335, 12.106518 | 10170000150001 | Ladda upp en bild av detta fornminne |
| Högsäter 15:2               | Gravfält                         |              | Högsäter, Dalsland  |       | 58.671949, 12.107162 | 10170000150002 | Ladda upp en bild av detta fornminne |
| Högsäter 16:1               | Hög                              |              | Högsäter, Dalsland  |       | 58.671600, 12.107395 | 10170000160001 | Ladda upp en bild av detta fornminne |
| Högsäter 22:1               | Gravfält                         |              | Högsäter, Dalsland  |       | 58.659140, 12.096500 | 10170000220001 | Ladda upp en bild av detta fornminne |
| Högsäter 23:1               | Stensättning                     |              | Högsäter, Dalsland  |       | 58.660617, 12.095064 | 10170000230001 | Ladda upp en bild av detta fornminne |
| Högsäter 26:1               | Röse                             |              | Högsäter, Dalsland  |       | 58.628218, 12.059935 | 10170000260001 | Ladda upp en bild av detta fornminne |
| Högsäter 27:1               | Röse                             |              | Högsäter, Dalsland  |       | 58.626380, 12.059420 | 10170000270001 | Ladda upp en bild av detta fornminne |
| Högsäter 29:1               | Stensättning                     |              | Högsäter, Dalsland  |       | 58.637108, 12.058325 | 10170000290001 | Ladda upp en bild av detta fornminne |
| Högsäter 30:1               | Hällristning                     |              | Högsäter, Dalsland  |       | 58.638068, 12.052191 | 10170000300001 | Ladda upp en bild av detta fornminne |
| Högsäter 33:1               | Röse                             |              | Högsäter, Dalsland  |       | 58.637793, 12.045254 | 10170000330001 | Ladda upp en bild av detta fornminne |
| Högsäter 33:2               | Röse                             |              | Högsäter, Dalsland  |       | 58.637762, 12.044881 | 10170000330002 | Ladda upp en bild av detta fornminne |
| Högsäter 34:1               | Gravfält                         |              | Högsäter, Dalsland  |       | 58.630090, 12.012556 | 10170000340001 | Ladda upp en bild av detta fornminne |
| Högsäter 35:1               | Stensättning                     |              | Högsäter, Dalsland  |       | 58.641053, 12.026460 | 10170000350001 | Ladda upp en bild av detta fornminne |
| Högsäter 36:1               | Stensättning                     |              | Högsäter, Dalsland  |       | 58.653082, 12.024681 | 10170000360001 | Ladda upp en bild av detta fornminne |
| Högsäter 36:2               | Stensättning                     |              | Högsäter, Dalsland  |       | 58.653116, 12.025260 | 10170000360002 | Ladda upp en bild av detta fornminne |
| Högsäter 37:1               | Gravfält                         |              | Högsäter, Dalsland  |       | 58.681300, 12.051071 | 10170000370001 | Ladda upp en bild av detta fornminne |
| Högsäter 40:1               | Gravfält                         |              | Högsäter, Dalsland  |       | 58.694660, 12.105064 | 10170000400001 | Ladda upp en bild av detta fornminne |
| Högsäter 41:1               | Hög                              |              | Högsäter, Dalsland  |       | 58.693990, 12.043121 | 10170000410001 | Ladda upp en bild av detta fornminne |
| Högsäter 42:1               | Röse                             |              | Högsäter, Dalsland  |       | 58.627442, 12.061019 | 10170000420001 | Ladda upp en bild av detta fornminne |
| Högsäter 43:1               | Hög                              |              | Högsäter, Dalsland  |       | 58.671890, 12.087228 | 10170000430001 | Ladda upp en bild av detta fornminne |
| Högsäter 44:1               | Gravfält                         |              | Högsäter, Dalsland  |       | 58.661741, 12.056975 | 10170000440001 | Ladda upp en bild av detta fornminne |
| Högsäter 45:1               | Hög                              |              | Högsäter, Dalsland  |       | 58.674566, 12.058357 | 10170000450001 | Ladda upp en bild av detta fornminne |
| Högsäter 46:1               | Gravfält                         |              | Högsäter, Dalsland  |       | 58.678190, 12.057176 | 10170000460001 | Ladda upp en bild av detta fornminne |
| Högsäter 49:1               | Hög                              |              | Högsäter, Dalsland  |       | 58.619133, 11.959282 | 10170000490001 | Ladda upp en bild av detta fornminne |
| Högsäter 49:2               | Hög                              |              | Högsäter, Dalsland  |       | 58.618953, 11.959269 | 10170000490002 | Ladda upp en bild av detta fornminne |
| Högsäter 50:1               | Hög                              |              | Högsäter, Dalsland  |       | 58.620045, 11.963128 | 10170000500001 | Ladda upp en bild av detta fornminne |
| Högsäter 50:2               | Hög                              |              | Högsäter, Dalsland  |       | 58.619613, 11.963040 | 10170000500002 | Ladda upp en bild av detta fornminne |
| Högsäter 50:3               | Hög                              |              | Högsäter, Dalsland  |       | 58.619355, 11.963400 | 10170000500003 | Ladda upp en bild av detta fornminne |
| Högsäter 51:1               | Hög                              |              | Högsäter, Dalsland  |       | 58.635992, 11.976931 | 10170000510001 | Ladda upp en bild av detta fornminne |
| Högsäter 52:1               | Gravfält                         |              | Högsäter, Dalsland  |       | 58.648988, 12.010481 | 10170000520001 | Ladda upp en bild av detta fornminne |
| Högsäter 53:1               | Hög                              |              | Högsäter, Dalsland  |       | 58.649573, 12.008421 | 10170000530001 | Ladda upp en bild av detta fornminne |
| Högsäter 54:1               | Hög                              |              | Högsäter, Dalsland  |       | 58.636850, 11.955258 | 10170000540001 | Ladda upp en bild av detta fornminne |
| Högsäter 54:2               | Stensättning                     |              | Högsäter, Dalsland  |       | 58.636626, 11.955354 | 10170000540002 | Ladda upp en bild av detta fornminne |
| Högsäter 54:3               | Stensättning                     |              | Högsäter, Dalsland  |       | 58.636889, 11.955565 | 10170000540003 | Ladda upp en bild av detta fornminne |
| Högsäter 55:1               | Stenkammargrav                   |              | Högsäter, Dalsland  |       | 58.645031, 11.955876 | 10170000550001 | Ladda upp en bild av detta fornminne |
| Högsäter 57:1               | Grav markerad av sten/block      |              | Högsäter, Dalsland  |       | 58.636203, 11.967163 | 10170000570001 | Ladda upp en bild av detta fornminne |
| Högsäter 57:2               | Grav markerad av sten/block      |              | Högsäter, Dalsland  |       | 58.636112, 11.967289 | 10170000570002 | Ladda upp en bild av detta fornminne |
| Högsäter 57:3               | Grav markerad av sten/block      |              | Högsäter, Dalsland  |       | 58.635911, 11.966654 | 10170000570003 | Ladda upp en bild av detta fornminne |
| Högsäter 58:1               | Röse                             |              | Högsäter, Dalsland  |       | 58.621018, 11.924383 | 10170000580001 | Ladda upp en bild av detta fornminne |
| Högsäter 59:1               | Gravfält                         |              | Högsäter, Dalsland  |       | 58.622425, 11.919857 | 10170000590001 | Ladda upp en bild av detta fornminne |
| Högsäter 60:1               | Stensättning                     |              | Högsäter, Dalsland  |       | 58.620831, 11.921802 | 10170000600001 | Ladda upp en bild av detta fornminne |
| Högsäter 61:1               | Gravfält                         |              | Högsäter, Dalsland  |       | 58.619076, 11.923600 | 10170000610001 | Ladda upp en bild av detta fornminne |
| Högsäter 62:1               | Röse                             |              | Högsäter, Dalsland  |       | 58.614906, 11.916368 | 10170000620001 | Ladda upp en bild av detta fornminne |
| Högsäter 63:1               | Röse                             |              | Högsäter, Dalsland  |       | 58.621121, 11.909360 | 10170000630001 | Ladda upp en bild av detta fornminne |
| Högsäter 64:1               | Hög                              |              | Högsäter, Dalsland  |       | 58.638630, 11.968279 | 10170000640001 | Ladda upp en bild av detta fornminne |
| Högsäter 65:1               | Stensättning                     |              | Högsäter, Dalsland  |       | 58.638336, 11.970569 | 10170000650001 | Ladda upp en bild av detta fornminne |
| Högsäter 66:1               | Hög                              |              | Högsäter, Dalsland  |       | 58.632550, 11.951766 | 10170000660001 | Ladda upp en bild av detta fornminne |
| Högsäter 67:1               | Gravfält                         |              | Högsäter, Dalsland  |       | 58.622013, 11.987711 | 10170000670001 | Ladda upp en bild av detta fornminne |
| Högsäter 68:1               | Stensättning                     |              | Högsäter, Dalsland  |       | 58.624833, 11.922608 | 10170000680001 | Ladda upp en bild av detta fornminne |
| Högsäter 69:1               | Röse                             |              | Högsäter, Dalsland  |       | 58.624853, 11.928650 | 10170000690001 | Ladda upp en bild av detta fornminne |
| Högsäter 70:1               | Stensättning                     |              | Högsäter, Dalsland  |       | 58.620349, 11.929856 | 10170000700001 | Ladda upp en bild av detta fornminne |
| Högsäter 70:2               | Stensättning                     |              | Högsäter, Dalsland  |       | 58.620264, 11.930037 | 10170000700002 | Ladda upp en bild av detta fornminne |
| Högsäter 71:1               | Röse                             |              | Högsäter, Dalsland  |       | 58.621345, 11.931479 | 10170000710001 | Ladda upp en bild av detta fornminne |
| Högsäter 72:1               | Stensättning                     |              | Högsäter, Dalsland  |       | 58.624528, 11.921967 | 10170000720001 | Ladda upp en bild av detta fornminne |
| Högsäter 73:1               | Stensättning                     |              | Högsäter, Dalsland  |       | 58.621974, 11.910669 | 10170000730001 | Ladda upp en bild av detta fornminne |
| Högsäter 75:1               | Stensättning                     |              | Högsäter, Dalsland  |       | 58.666835, 12.079942 | 10170000750001 | Ladda upp en bild av detta fornminne |
| Högsäter 75:2               | Stensättning                     |              | Högsäter, Dalsland  |       | 58.666957, 12.079505 | 10170000750002 | Ladda upp en bild av detta fornminne |
| Högsäter 76:1               | Hällristning                     |              | Högsäter, Dalsland  |       | 58.656684, 12.087253 | 10170000760001 | Ladda upp en bild av detta fornminne |
| Högsäter 77:1               | Stenkammargrav                   |              | Högsäter, Dalsland  |       | 58.646207, 12.016260 | 10170000770001 | Ladda upp en bild av detta fornminne |
| Högsäter 77:2               | Stenkammargrav                   |              | Högsäter, Dalsland  |       | 58.646107, 12.016624 | 10170000770002 | Ladda upp en bild av detta fornminne |
| Kyrkekullen (Högsäter 78:1) | Stensättning                     |              | Högsäter, Dalsland  |       | 58.634441, 12.083628 | 10170000780001 | Ladda upp en bild av detta fornminne |
| Högsäter 79:1               | Stenkammargrav                   |              | Högsäter, Dalsland  |       | 58.635335, 12.041304 | 10170000790001 | Ladda upp en bild av detta fornminne |
| Högsäter 82:1               | Stensättning                     |              | Högsäter, Dalsland  |       | 58.627230, 11.949682 | 10170000820001 | Ladda upp en bild av detta fornminne |
| Högsäter 82:2               | Stensättning                     |              | Högsäter, Dalsland  |       | 58.626887, 11.949363 | 10170000820002 | Ladda upp en bild av detta fornminne |
| Högsäter 83:1               | Hällristning                     |              | Högsäter, Dalsland  |       | 58.665894, 12.076247 | 10170000830001 | Ladda upp en bild av detta fornminne |
| Högsäter 83:2               | Hällristning                     |              | Högsäter, Dalsland  |       | 58.665792, 12.076646 | 10170000830002 | Ladda upp en bild av detta fornminne |
| Högsäter 84:1               | Hällristning                     |              | Högsäter, Dalsland  |       | 58.659245, 12.090810 | 10170000840001 | Ladda upp en bild av detta fornminne |
| Högsäter 86:1               | Hällristning                     |              | Högsäter, Dalsland  |       | 58.642881, 12.024201 | 10170000860001 | Ladda upp en bild av detta fornminne |
| Högsäter 87:1               | Hällristning                     |              | Högsäter, Dalsland  |       | 58.664996, 12.067137 | 10170000870001 | Ladda upp en bild av detta fornminne |
| Högsäter 88:1               | Hällristning                     |              | Högsäter, Dalsland  |       | 58.664696, 12.065315 | 10170000880001 | Ladda upp en bild av detta fornminne |
| Högsäter 89:1               | Hällristning                     |              | Högsäter, Dalsland  |       | 58.665047, 12.071968 | 10170000890001 | Ladda upp en bild av detta fornminne |
| Högsäter 90:1               | Hällristning                     |              | Högsäter, Dalsland  |       | 58.666487, 12.074148 | 10170000900001 | Ladda upp en bild av detta fornminne |
| Högsäter 91:1               | Hällristning                     |              | Högsäter, Dalsland  |       | 58.658084, 12.058174 | 10170000910001 | Ladda upp en bild av detta fornminne |
| Högsäter 92:1               | Stensättning                     |              | Högsäter, Dalsland  |       | 58.641935, 12.071721 | 10170000920001 | Ladda upp en bild av detta fornminne |
| Högsäter 96:1               | Hällristning                     |              | Högsäter, Dalsland  |       | 58.647636, 12.070043 | 10170000960001 | Ladda upp en bild av detta fornminne |
| Högsäter 97:1               | Hällristning                     |              | Högsäter, Dalsland  |       | 58.649873, 12.067844 | 10170000970001 | Ladda upp en bild av detta fornminne |
| Högsäter 101:1              | Hällristning                     |              | Högsäter, Dalsland  |       | 58.652064, 12.074788 | 10170001010001 | Ladda upp en bild av detta fornminne |
| Högsäter 102:1              | Hällristning                     |              | Högsäter, Dalsland  |       | 58.646027, 12.074971 | 10170001020001 | Ladda upp en bild av detta fornminne |
| Högsäter 102:2              | Hällristning                     |              | Högsäter, Dalsland  |       | 58.646027, 12.074971 | 10170001020002 | Ladda upp en bild av detta fornminne |
| Högsäter 102:3              | Hällristning                     |              | Högsäter, Dalsland  |       | 58.646027, 12.074971 | 10170001020003 | Ladda upp en bild av detta fornminne |
| Högsäter 102:4              | Hällristning                     |              | Högsäter, Dalsland  |       | 58.646158, 12.075169 | 10170001020004 | Ladda upp en bild av detta fornminne |
| Högsäter 102:5              | Hällristning                     |              | Högsäter, Dalsland  |       | 58.646212, 12.075512 | 10170001020005 | Ladda upp en bild av detta fornminne |
| Högsäter 105:1              | Hällristning                     |              | Högsäter, Dalsland  |       | 58.657225, 12.089509 | 10170001050001 | Ladda upp en bild av detta fornminne |
| Högsäter 107:1              | Stensättning                     |              | Högsäter, Dalsland  |       | 58.655026, 12.088833 | 10170001070001 | Ladda upp en bild av detta fornminne |
| Högsäter 109:1              | Stensättning                     |              | Högsäter, Dalsland  |       | 58.633934, 12.080127 | 10170001090001 | Ladda upp en bild av detta fornminne |
| Högsäter 109:2              | Grav markerad av sten/block      |              | Högsäter, Dalsland  |       | 58.633909, 12.079478 | 10170001090002 | Ladda upp en bild av detta fornminne |
| Högsäter 109:3              | Stensättning                     |              | Högsäter, Dalsland  |       | 58.633808, 12.079457 | 10170001090003 | Ladda upp en bild av detta fornminne |
| Högsäter 109:4              | Stensättning                     |              | Högsäter, Dalsland  |       | 58.633757, 12.079637 | 10170001090004 | Ladda upp en bild av detta fornminne |
| Högsäter 115:1              | Hällristning                     |              | Högsäter, Dalsland  |       | 58.642323, 12.059661 | 10170001150001 | Ladda upp en bild av detta fornminne |
| Högsäter 117:1              | Hällristning                     |              | Högsäter, Dalsland  |       | 58.644073, 12.058320 | 10170001170001 | Ladda upp en bild av detta fornminne |
| Högsäter 118:1              | Stensättning                     |              | Högsäter, Dalsland  |       | 58.639028, 12.056983 | 10170001180001 | Ladda upp en bild av detta fornminne |
| Högsäter 120:1              | Hög                              |              | Högsäter, Dalsland  |       | 58.633414, 12.036589 | 10170001200001 | Ladda upp en bild av detta fornminne |
| Högsäter 120:2              | Stensättning                     |              | Högsäter, Dalsland  |       | 58.633115, 12.036217 | 10170001200002 | Ladda upp en bild av detta fornminne |
| Högsäter 120:3              | Hög                              |              | Högsäter, Dalsland  |       | 58.632995, 12.035660 | 10170001200003 | Ladda upp en bild av detta fornminne |
| Högsäter 128:1              | Husgrund, förhistorisk/medeltida |              | Högsäter, Dalsland  |       | 58.632279, 12.011225 | 10170001280001 | Ladda upp en bild av detta fornminne |
| Högsäter 132:1              | Hög                              |              | Högsäter, Dalsland  |       | 58.624542, 11.992013 | 10170001320001 | Ladda upp en bild av detta fornminne |
| Högsäter 133:1              | Stensättning                     |              | Högsäter, Dalsland  |       | 58.623835, 11.989916 | 10170001330001 | Ladda upp en bild av detta fornminne |
| Högsäter 152:1              | Stensättning                     |              | Högsäter, Dalsland  |       | 58.621020, 11.943337 | 10170001520001 | Ladda upp en bild av detta fornminne |
| Högsäter 154:1              | Stensättning                     |              | Högsäter, Dalsland  |       | 58.629781, 11.938578 | 10170001540001 | Ladda upp en bild av detta fornminne |
| Högsäter 159:1              | Stensättning                     |              | Högsäter, Dalsland  |       | 58.635235, 11.983773 | 10170001590001 | Ladda upp en bild av detta fornminne |
| Högsäter 161:1              | Stensättning                     |              | Högsäter, Dalsland  |       | 58.651835, 12.018443 | 10170001610001 | Ladda upp en bild av detta fornminne |
| Högsäter 162:1              | Stensättning                     |              | Högsäter, Dalsland  |       | 58.648786, 12.021204 | 10170001620001 | Ladda upp en bild av detta fornminne |
| Högsäter 167:1              | Stensättning                     |              | Högsäter, Dalsland  |       | 58.650125, 11.957115 | 10170001670001 | Ladda upp en bild av detta fornminne |
| Högsäter 167:2              | Stensättning                     |              | Högsäter, Dalsland  |       | 58.650003, 11.957439 | 10170001670002 | Ladda upp en bild av detta fornminne |
| Högsäter 169:1              | Hällristning                     |              | Högsäter, Dalsland  |       | 58.669782, 12.096150 | 10170001690001 | Ladda upp en bild av detta fornminne |
| Högsäter 170:1              | Hällristning                     |              | Högsäter, Dalsland  |       | 58.670018, 12.095583 | 10170001700001 | Ladda upp en bild av detta fornminne |
| Högsäter 171:1              | Hällristning                     |              | Högsäter, Dalsland  |       | 58.671367, 12.095972 | 10170001710001 | Ladda upp en bild av detta fornminne |
| Högsäter 175:1              | Stensättning                     |              | Högsäter, Dalsland  |       | 58.643301, 12.006472 | 10170001750001 | Ladda upp en bild av detta fornminne |
| Högsäter 180:1              | Gravfält                         |              | Högsäter, Dalsland  |       | 58.649666, 12.001323 | 10170001800001 | Ladda upp en bild av detta fornminne |
| Högsäter 182:1              | Stensättning                     |              | Högsäter, Dalsland  |       | 58.691647, 12.107610 | 10170001820001 | Ladda upp en bild av detta fornminne |
| Högsäter 187:1              | Stensättning                     |              | Högsäter, Dalsland  |       | 58.682576, 12.109918 | 10170001870001 | Ladda upp en bild av detta fornminne |
| Högsäter 187:2              | Stensättning                     |              | Högsäter, Dalsland  |       | 58.682680, 12.109896 | 10170001870002 | Ladda upp en bild av detta fornminne |
| Högsäter 200:1              | Stensättning                     |              | Högsäter, Dalsland  |       | 58.669221, 12.077586 | 10170002000001 | Ladda upp en bild av detta fornminne |
| Högsäter 200:2              | Stensättning                     |              | Högsäter, Dalsland  |       | 58.668695, 12.077331 | 10170002000002 | Ladda upp en bild av detta fornminne |
| Högsäter 201:1              | Hög                              |              | Högsäter, Dalsland  |       | 58.667667, 12.073053 | 10170002010001 | Ladda upp en bild av detta fornminne |
| Högsäter 202:1              | Gravfält                         |              | Högsäter, Dalsland  |       | 58.667462, 12.071921 | 10170002020001 | Ladda upp en bild av detta fornminne |
| Högsäter 202:2              | Stensättning                     |              | Högsäter, Dalsland  |       | 58.666706, 12.071978 | 10170002020002 | Ladda upp en bild av detta fornminne |
| Högsäter 202:3              | Hög                              |              | Högsäter, Dalsland  |       | 58.666439, 12.071997 | 10170002020003 | Ladda upp en bild av detta fornminne |
| Högsäter 203:1              | Hällristning                     |              | Högsäter, Dalsland  |       | 58.670986, 12.060683 | 10170002030001 | Ladda upp en bild av detta fornminne |
| Högsäter 207:1              | Stensättning                     |              | Högsäter, Dalsland  |       | 58.669576, 12.079255 | 10170002070001 | Ladda upp en bild av detta fornminne |
| Högsäter 208:1              | Hällristning                     |              | Högsäter, Dalsland  |       | 58.670372, 12.081147 | 10170002080001 | Ladda upp en bild av detta fornminne |
| Högsäter 211:1              | Stensättning                     |              | Högsäter, Dalsland  |       | 58.661083, 12.043594 | 10170002110001 | Ladda upp en bild av detta fornminne |
| Högsäter 219:1              | Stensättning                     |              | Högsäter, Dalsland  |       | 58.695120, 12.040742 | 10170002190001 | Ladda upp en bild av detta fornminne |
| Högsäter 220:1              | Hällristning                     |              | Högsäter, Dalsland  |       | 58.676768, 12.055716 | 10170002200001 | Ladda upp en bild av detta fornminne |
| Högsäter 221:1              | Stensättning                     |              | Högsäter, Dalsland  |       | 58.683628, 12.060324 | 10170002210001 | Ladda upp en bild av detta fornminne |
| Högsäter 221:2              | Hög                              |              | Högsäter, Dalsland  |       | 58.683634, 12.060548 | 10170002210002 | Ladda upp en bild av detta fornminne |
| Högsäter 224:1              | Stensättning                     |              | Högsäter, Dalsland  |       | 58.691243, 12.041706 | 10170002240001 | Ladda upp en bild av detta fornminne |
| Högsäter 224:2              | Stensättning                     |              | Högsäter, Dalsland  |       | 58.691389, 12.041529 | 10170002240002 | Ladda upp en bild av detta fornminne |
| Högsäter 237:1              | Stensättning                     |              | Högsäter, Dalsland  |       | 58.682973, 12.093323 | 10170002370001 | Ladda upp en bild av detta fornminne |
| Högsäter 241:1              | Stensättning                     |              | Högsäter, Dalsland  |       | 58.624689, 11.916028 | 10170002410001 | Ladda upp en bild av detta fornminne |
| Högsäter 247:1              | Hällristning                     |              | Högsäter, Dalsland  |       | 58.671899, 12.083429 | 10170002470001 | Ladda upp en bild av detta fornminne |

## Järbo
| Namn                        | Lämningstyp    | Tillkomsttid | Historisk indelning | Plats | Läge                 | ID-nr          | Bild                                 |
| --------------------------- | -------------- | ------------ | ------------------- | ----- | -------------------- | -------------- | ------------------------------------ |
| Järbo 1:1                   | Minnesmärke    |              | Järbo, Dalsland     |       | 58.759839, 12.109180 | 10170400010001 | Ladda upp en bild av detta fornminne |
| Järbo 2:1                   | Hög            |              | Järbo, Dalsland     |       | 58.759532, 12.106827 | 10170400020001 | Ladda upp en bild av detta fornminne |
| Järbo 2:2                   | Stenkrets      |              | Järbo, Dalsland     |       | 58.759282, 12.106341 | 10170400020002 | Ladda upp en bild av detta fornminne |
| Järbo 2:3                   | Hög            |              | Järbo, Dalsland     |       | 58.759276, 12.106079 | 10170400020003 | Ladda upp en bild av detta fornminne |
| Järbo 3:1                   | Hög            |              | Järbo, Dalsland     |       | 58.751853, 12.103556 | 10170400030001 | Ladda upp en bild av detta fornminne |
| Järbo 6:1                   | Stensättning   |              | Järbo, Dalsland     |       | 58.743899, 12.106801 | 10170400060001 | Ladda upp en bild av detta fornminne |
| Järbo 7:1                   | Hög            |              | Järbo, Dalsland     |       | 58.730759, 12.099621 | 10170400070001 | Ladda upp en bild av detta fornminne |
| Järbo 8:1                   | Stenkammargrav |              | Järbo, Dalsland     |       | 58.715478, 12.070378 | 10170400080001 | Ladda upp en bild av detta fornminne |
| Järbo 10:1                  | Hög            |              | Järbo, Dalsland     |       | 58.724785, 12.141905 | 10170400100001 | Ladda upp en bild av detta fornminne |
| Järbo 11:1                  | Stenkammargrav |              | Järbo, Dalsland     |       | 58.710112, 12.130583 | 10170400110001 | Ladda upp en bild av detta fornminne |
| Järbo 12:1                  | Stenkammargrav |              | Järbo, Dalsland     |       | 58.705147, 12.120414 | 10170400120001 | Ladda upp en bild av detta fornminne |
| Järbo 13:1                  | Stenkammargrav |              | Järbo, Dalsland     |       | 58.704939, 12.122236 | 10170400130001 | Ladda upp en bild av detta fornminne |
| Järbo 13:2                  | Stensättning   |              | Järbo, Dalsland     |       | 58.705286, 12.122444 | 10170400130002 | Ladda upp en bild av detta fornminne |
| Järbo 15:1                  | Stensättning   |              | Järbo, Dalsland     |       | 58.716582, 12.170088 | 10170400150001 | Ladda upp en bild av detta fornminne |
| Järbo 17:1                  | Gravfält       |              | Järbo, Dalsland     |       | 58.712890, 12.088361 | 10170400170001 | Ladda upp en bild av detta fornminne |
| Galgebacken (Järbo 18:1)    | Gravfält       |              | Järbo, Dalsland     |       | 58.719364, 12.081411 | 10170400180001 | Ladda upp en bild av detta fornminne |
| Döveröset (Järbo 20:1)      | Röse           |              | Järbo, Dalsland     |       | 58.709964, 12.179475 | 10170400200001 | Ladda upp en bild av detta fornminne |
| Järbo 22:1                  | Hög            |              | Järbo, Dalsland     |       | 58.781869, 12.126772 | 10170400220001 | Ladda upp en bild av detta fornminne |
| Järbo 22:2                  | Stensättning   |              | Järbo, Dalsland     |       | 58.781632, 12.127488 | 10170400220002 | Ladda upp en bild av detta fornminne |
| Järbo 22:3                  | Stensättning   |              | Järbo, Dalsland     |       | 58.782215, 12.126082 | 10170400220003 | Ladda upp en bild av detta fornminne |
| Järbo 24:1                  | Gravfält       |              | Järbo, Dalsland     |       | 58.751898, 12.124254 | 10170400240001 | Ladda upp en bild av detta fornminne |
| Järbo 25:1                  | Stensättning   |              | Järbo, Dalsland     |       | 58.785860, 12.080277 | 10170400250001 | Ladda upp en bild av detta fornminne |
| Järbo 25:2                  | Stensättning   |              | Järbo, Dalsland     |       | 58.785938, 12.080139 | 10170400250002 | Ladda upp en bild av detta fornminne |
| Järbo 25:3                  | Stenkammargrav |              | Järbo, Dalsland     |       | 58.785756, 12.080521 | 10170400250003 | Ladda upp en bild av detta fornminne |
| Järbo 26:1                  | Stensättning   |              | Järbo, Dalsland     |       | 58.692137, 12.196830 | 10170400260001 | Ladda upp en bild av detta fornminne |
| Kung Eriks hög (Järbo 36:1) | Stensättning   |              | Järbo, Dalsland     |       | 58.700344, 12.118305 | 10170400360001 | Ladda upp en bild av detta fornminne |
| Järbo 37:1                  | Hällristning   |              | Järbo, Dalsland     |       | 58.700619, 12.119657 | 10170400370001 | Ladda upp en bild av detta fornminne |
| Järbo 37:2                  | Hällristning   |              | Järbo, Dalsland     |       | 58.700550, 12.119571 | 10170400370002 | Ladda upp en bild av detta fornminne |
| Järbo 41:1                  | Stensättning   |              | Järbo, Dalsland     |       | 58.726444, 12.061846 | 10170400410001 | Ladda upp en bild av detta fornminne |
| Järbo 43:1                  | Stensättning   |              | Järbo, Dalsland     |       | 58.700158, 12.122491 | 10170400430001 | Ladda upp en bild av detta fornminne |
| Järbo 44:1                  | Gravfält       |              | Järbo, Dalsland     |       | 58.700097, 12.086799 | 10170400440001 | Ladda upp en bild av detta fornminne |
| Järbo 46:1                  | Stensättning   |              | Järbo, Dalsland     |       | 58.700415, 12.078179 | 10170400460001 | Ladda upp en bild av detta fornminne |
| Järbo 48:1                  | Stensättning   |              | Järbo, Dalsland     |       | 58.737308, 12.091791 | 10170400480001 | Ladda upp en bild av detta fornminne |
| Järbo 50:1                  | Hög            |              | Järbo, Dalsland     |       | 58.713942, 12.087863 | 10170400500001 | Ladda upp en bild av detta fornminne |
| Järbo 50:2                  | Hög            |              | Järbo, Dalsland     |       | 58.713716, 12.088013 | 10170400500002 | Ladda upp en bild av detta fornminne |
| Järbo 50:3                  | Stensättning   |              | Järbo, Dalsland     |       | 58.713786, 12.088165 | 10170400500003 | Ladda upp en bild av detta fornminne |
| Järbo 85:1                  | Röse           |              | Järbo, Dalsland     |       | 58.747645, 12.168630 | 10170400850001 | Ladda upp en bild av detta fornminne |

## Lerdal
| Namn                 | Lämningstyp    | Tillkomsttid | Historisk indelning | Plats | Läge                 | ID-nr          | Bild                                 |
| -------------------- | -------------- | ------------ | ------------------- | ----- | -------------------- | -------------- | ------------------------------------ |
| Lerdal 1:1           | Hög            |              | Lerdal, Dalsland    |       | 58.773419, 11.895640 | 10172100010001 | Ladda upp en bild av detta fornminne |
| Lerdal 1:2           | Hög            |              | Lerdal, Dalsland    |       | 58.773204, 11.895388 | 10172100010002 | Ladda upp en bild av detta fornminne |
| Lerdal 3:1           | Stensättning   |              | Lerdal, Dalsland    |       | 58.738028, 11.888720 | 10172100030001 | Ladda upp en bild av detta fornminne |
| Lerdal 4:1           | Gravfält       |              | Lerdal, Dalsland    |       | 58.755494, 11.900600 | 10172100040001 | Ladda upp en bild av detta fornminne |
| Lerdal 5:1           | Fornborg       |              | Lerdal, Dalsland    |       | 58.728707, 11.866781 | 10172100050001 | Ladda upp en bild av detta fornminne |
| Manstad (Lerdal 6:1) | Hög            |              | Lerdal, Dalsland    |       | 58.742117, 11.875781 | 10172100060001 | Ladda upp en bild av detta fornminne |
| Lerdal 7:1           | Stensättning   |              | Lerdal, Dalsland    |       | 58.743246, 11.897254 | 10172100070001 | Ladda upp en bild av detta fornminne |
| Lerdal 8:1           | Hög            |              | Lerdal, Dalsland    |       | 58.762277, 11.885282 | 10172100080001 | Ladda upp en bild av detta fornminne |
| Lerdal 9:1           | Stensättning   |              | Lerdal, Dalsland    |       | 58.763102, 11.883491 | 10172100090001 | Ladda upp en bild av detta fornminne |
| Lerdal 9:2           | Stensättning   |              | Lerdal, Dalsland    |       | 58.762993, 11.883763 | 10172100090002 | Ladda upp en bild av detta fornminne |
| Lerdal 11:1          | Hög            |              | Lerdal, Dalsland    |       | 58.744323, 11.897491 | 10172100110001 | Ladda upp en bild av detta fornminne |
| Lerdal 13:1          | Stensättning   |              | Lerdal, Dalsland    |       | 58.746486, 11.897101 | 10172100130001 | Ladda upp en bild av detta fornminne |
| Lerdal 15:1          | Stensättning   |              | Lerdal, Dalsland    |       | 58.739341, 11.874596 | 10172100150001 | Ladda upp en bild av detta fornminne |
| Lerdal 16:1          | Stensättning   |              | Lerdal, Dalsland    |       | 58.761874, 11.900151 | 10172100160001 | Ladda upp en bild av detta fornminne |
| Lerdal 25:1          | Stensättning   |              | Lerdal, Dalsland    |       | 58.756053, 11.966933 | 10172100250001 | Ladda upp en bild av detta fornminne |
| Lerdal 25:2          | Stensättning   |              | Lerdal, Dalsland    |       | 58.755949, 11.966933 | 10172100250002 | Ladda upp en bild av detta fornminne |
| Lerdal 26:1          | Röse           |              | Lerdal, Dalsland    |       | 58.790855, 11.925592 | 10172100260001 | Ladda upp en bild av detta fornminne |
| Lerdal 27:1          | Stensättning   |              | Lerdal, Dalsland    |       | 58.789111, 11.922869 | 10172100270001 | Ladda upp en bild av detta fornminne |
| Lerdal 27:2          | Stensättning   |              | Lerdal, Dalsland    |       | 58.789087, 11.922065 | 10172100270002 | Ladda upp en bild av detta fornminne |
| Lerdal 29:1          | Stensättning   |              | Lerdal, Dalsland    |       | 58.786620, 11.949293 | 10172100290001 | Ladda upp en bild av detta fornminne |
| Lerdal 32:1          | Stensättning   |              | Lerdal, Dalsland    |       | 58.754273, 11.949521 | 10172100320001 | Ladda upp en bild av detta fornminne |
| Lerdal 32:2          | Stensättning   |              | Lerdal, Dalsland    |       | 58.754163, 11.949456 | 10172100320002 | Ladda upp en bild av detta fornminne |
| Lerdal 34:1          | Hög            |              | Lerdal, Dalsland    |       | 58.760058, 11.956855 | 10172100340001 | Ladda upp en bild av detta fornminne |
| Lerdal 34:2          | Stensättning   |              | Lerdal, Dalsland    |       | 58.759828, 11.956601 | 10172100340002 | Ladda upp en bild av detta fornminne |
| Lerdal 35:1          | Stensättning   |              | Lerdal, Dalsland    |       | 58.759365, 11.955148 | 10172100350001 | Ladda upp en bild av detta fornminne |
| Lerdal 36:1          | Stensättning   |              | Lerdal, Dalsland    |       | 58.759370, 11.957490 | 10172100360001 | Ladda upp en bild av detta fornminne |
| Lerdal 42:1          | Stensättning   |              | Lerdal, Dalsland    |       | 58.757268, 11.902036 | 10172100420001 | Ladda upp en bild av detta fornminne |
| Lerdal 52:1          | Stensättning   |              | Lerdal, Dalsland    |       | 58.729977, 11.948383 | 10172100520001 | Ladda upp en bild av detta fornminne |
| Lerdal 52:2          | Stensättning   |              | Lerdal, Dalsland    |       | 58.730089, 11.948847 | 10172100520002 | Ladda upp en bild av detta fornminne |
| Lerdal 53:1          | Hög            |              | Lerdal, Dalsland    |       | 58.727426, 11.945985 | 10172100530001 | Ladda upp en bild av detta fornminne |
| Lerdal 53:2          | Stensättning   |              | Lerdal, Dalsland    |       | 58.727580, 11.946081 | 10172100530002 | Ladda upp en bild av detta fornminne |
| Lerdal 53:3          | Stensättning   |              | Lerdal, Dalsland    |       | 58.727624, 11.945831 | 10172100530003 | Ladda upp en bild av detta fornminne |
| Lerdal 53:4          | Hög            |              | Lerdal, Dalsland    |       | 58.727931, 11.945476 | 10172100530004 | Ladda upp en bild av detta fornminne |
| Lerdal 54:1          | Stensättning   |              | Lerdal, Dalsland    |       | 58.718494, 11.941928 | 10172100540001 | Ladda upp en bild av detta fornminne |
| Lerdal 54:2          | Stenkammargrav |              | Lerdal, Dalsland    |       | 58.718295, 11.941993 | 10172100540002 | Ladda upp en bild av detta fornminne |
| Lerdal 56:1          | Stensättning   |              | Lerdal, Dalsland    |       | 58.716530, 11.934303 | 10172100560001 | Ladda upp en bild av detta fornminne |
| Lerdal 56:2          | Stensättning   |              | Lerdal, Dalsland    |       | 58.716507, 11.933580 | 10172100560002 | Ladda upp en bild av detta fornminne |
| Lerdal 57:1          | Hällristning   |              | Lerdal, Dalsland    |       | 58.714871, 11.925398 | 10172100570001 | Ladda upp en bild av detta fornminne |

## Rännelanda
| Namn                          | Lämningstyp    | Tillkomsttid | Historisk indelning  | Plats | Läge                 | ID-nr          | Bild                                 |
| ----------------------------- | -------------- | ------------ | -------------------- | ----- | -------------------- | -------------- | ------------------------------------ |
| Rännelanda 1:1                | Hög            |              | Rännelanda, Dalsland |       | 58.689191, 11.974022 | 10175900010001 | Ladda upp en bild av detta fornminne |
| Rännelanda 2:1                | Hög            |              | Rännelanda, Dalsland |       | 58.688806, 11.979912 | 10175900020001 | Ladda upp en bild av detta fornminne |
| Rännelanda 3:1                | Gravfält       |              | Rännelanda, Dalsland |       | 58.690054, 11.982137 | 10175900030001 | Ladda upp en bild av detta fornminne |
| Rännelanda 4:1                | Stensättning   |              | Rännelanda, Dalsland |       | 58.694580, 11.967808 | 10175900040001 | Ladda upp en bild av detta fornminne |
| Rännelanda 4:2                | Stensättning   |              | Rännelanda, Dalsland |       | 58.694639, 11.968139 | 10175900040002 | Ladda upp en bild av detta fornminne |
| Rännelanda 4:3                | Stensättning   |              | Rännelanda, Dalsland |       | 58.694397, 11.967826 | 10175900040003 | Ladda upp en bild av detta fornminne |
| Rännelanda 5:1                | Gravfält       |              | Rännelanda, Dalsland |       | 58.682819, 11.966845 | 10175900050001 | Ladda upp en bild av detta fornminne |
| Rännelanda 6:1                | Stensättning   |              | Rännelanda, Dalsland |       | 58.690280, 12.003592 | 10175900060001 | Ladda upp en bild av detta fornminne |
| Rännelanda 6:2                | Stensättning   |              | Rännelanda, Dalsland |       | 58.690502, 12.003960 | 10175900060002 | Ladda upp en bild av detta fornminne |
| Rännelanda 7:1                | Hög            |              | Rännelanda, Dalsland |       | 58.693937, 11.995243 | 10175900070001 | Ladda upp en bild av detta fornminne |
| Rännelanda 8:1                | Hög            |              | Rännelanda, Dalsland |       | 58.692985, 11.993270 | 10175900080001 | Ladda upp en bild av detta fornminne |
| Rännelanda 8:2                | Hög            |              | Rännelanda, Dalsland |       | 58.693085, 11.992994 | 10175900080002 | Ladda upp en bild av detta fornminne |
| Rännelanda 9:1                | Stensättning   |              | Rännelanda, Dalsland |       | 58.685989, 11.955264 | 10175900090001 | Ladda upp en bild av detta fornminne |
| Rännelanda 9:2                | Stensättning   |              | Rännelanda, Dalsland |       | 58.685939, 11.955079 | 10175900090002 | Ladda upp en bild av detta fornminne |
| Rännelanda 10:1               | Hög            |              | Rännelanda, Dalsland |       | 58.677001, 11.970825 | 10175900100001 | Ladda upp en bild av detta fornminne |
| Rännelanda 10:2               | Stensättning   |              | Rännelanda, Dalsland |       | 58.676903, 11.971035 | 10175900100002 | Ladda upp en bild av detta fornminne |
| Rännelanda 11:1               | Stensättning   |              | Rännelanda, Dalsland |       | 58.685221, 11.993953 | 10175900110001 | Ladda upp en bild av detta fornminne |
| Rännelanda 12:1               | Hög            |              | Rännelanda, Dalsland |       | 58.683956, 11.992392 | 10175900120001 | Ladda upp en bild av detta fornminne |
| Rännelanda 13:1               | Stensättning   |              | Rännelanda, Dalsland |       | 58.682114, 11.996164 | 10175900130001 | Ladda upp en bild av detta fornminne |
| Rännelanda 14:1               | Stensättning   |              | Rännelanda, Dalsland |       | 58.677352, 11.993718 | 10175900140001 | Ladda upp en bild av detta fornminne |
| Rännelanda 15:1               | Stensättning   |              | Rännelanda, Dalsland |       | 58.720845, 11.972650 | 10175900150001 | Ladda upp en bild av detta fornminne |
| Rännelanda 16:1               | Stenkammargrav |              | Rännelanda, Dalsland |       | 58.717966, 11.968055 | 10175900160001 | Ladda upp en bild av detta fornminne |
| Rännelanda 17:1               | Stensättning   |              | Rännelanda, Dalsland |       | 58.681543, 11.952984 | 10175900170001 | Ladda upp en bild av detta fornminne |
| Rännelanda 18:1               | Stensättning   |              | Rännelanda, Dalsland |       | 58.660819, 11.966306 | 10175900180001 | Ladda upp en bild av detta fornminne |
| Rännelanda 19:1               | Gravfält       |              | Rännelanda, Dalsland |       | 58.661438, 11.968212 | 10175900190001 | Ladda upp en bild av detta fornminne |
| Rännelanda 20:1               | Gravfält       |              | Rännelanda, Dalsland |       | 58.652107, 11.959867 | 10175900200001 | Ladda upp en bild av detta fornminne |
| Rännelanda 21:1               | Gravfält       |              | Rännelanda, Dalsland |       | 58.652929, 11.959740 | 10175900210001 | Ladda upp en bild av detta fornminne |
| Rännelanda 25:1               | Hög            |              | Rännelanda, Dalsland |       | 58.690492, 11.994466 | 10175900250001 | Ladda upp en bild av detta fornminne |
| Rännelanda 26:1               | Stensättning   |              | Rännelanda, Dalsland |       | 58.668925, 11.979576 | 10175900260001 | Ladda upp en bild av detta fornminne |
| Rännelanda 28:1               | Stensättning   |              | Rännelanda, Dalsland |       | 58.661536, 11.960751 | 10175900280001 | Ladda upp en bild av detta fornminne |
| Rännelanda 32:1               | Gravfält       |              | Rännelanda, Dalsland |       | 58.653927, 11.975123 | 10175900320001 | Ladda upp en bild av detta fornminne |
| Rännelanda 33:1               | Hög            |              | Rännelanda, Dalsland |       | 58.691400, 11.980941 | 10175900330001 | Ladda upp en bild av detta fornminne |
| Rännelanda 45:1               | Stensättning   |              | Rännelanda, Dalsland |       | 58.672451, 11.985425 | 10175900450001 | Ladda upp en bild av detta fornminne |
| Rännelanda 45:2               | Stensättning   |              | Rännelanda, Dalsland |       | 58.672320, 11.985261 | 10175900450002 | Ladda upp en bild av detta fornminne |
| Rännelanda 48:1               | Stensättning   |              | Rännelanda, Dalsland |       | 58.654602, 11.953749 | 10175900480001 | Ladda upp en bild av detta fornminne |
| Rännelanda 66:1               | Hällristning   |              | Rännelanda, Dalsland |       | 58.653715, 11.945395 | 10175900660001 | Ladda upp en bild av detta fornminne |
| Rännelanda 67:1               | Stensättning   |              | Rännelanda, Dalsland |       | 58.729887, 11.959693 | 10175900670001 | Ladda upp en bild av detta fornminne |
| Rännelanda 71:1               | Stensättning   |              | Rännelanda, Dalsland |       | 58.714411, 11.954209 | 10175900710001 | Ladda upp en bild av detta fornminne |
| Rännelanda 71:2               | Stensättning   |              | Rännelanda, Dalsland |       | 58.714344, 11.954016 | 10175900710002 | Ladda upp en bild av detta fornminne |
| Rännelanda 72:1               | Stensättning   |              | Rännelanda, Dalsland |       | 58.686213, 11.953882 | 10175900720001 | Ladda upp en bild av detta fornminne |
| Rännelanda 72:2               | Stensättning   |              | Rännelanda, Dalsland |       | 58.686131, 11.954039 | 10175900720002 | Ladda upp en bild av detta fornminne |
| Kyrkeberget (Rännelanda 80:1) | Stensättning   |              | Rännelanda, Dalsland |       | 58.738792, 11.966790 | 10175900800001 | Ladda upp en bild av detta fornminne |
| Kyrkeberget (Rännelanda 80:2) | Stensättning   |              | Rännelanda, Dalsland |       | 58.738894, 11.967071 | 10175900800002 | Ladda upp en bild av detta fornminne |
| Rännelanda 84:1               | Hög            |              | Rännelanda, Dalsland |       | 58.700513, 12.008509 | 10175900840001 | Ladda upp en bild av detta fornminne |

## Råggärd
| Namn                       | Lämningstyp    | Tillkomsttid | Historisk indelning | Plats | Läge                 | ID-nr          | Bild                                 |
| -------------------------- | -------------- | ------------ | ------------------- | ----- | -------------------- | -------------- | ------------------------------------ |
| Råggärd 5:1                | Gravfält       |              | Råggärd, Dalsland   |       | 58.765948, 12.023100 | 10175700050001 | Ladda upp en bild av detta fornminne |
| Råggärd 6:1                | Stensättning   |              | Råggärd, Dalsland   |       | 58.766091, 12.021526 | 10175700060001 | Ladda upp en bild av detta fornminne |
| Råggärd 7:1                | Gravfält       |              | Råggärd, Dalsland   |       | 58.764391, 12.024431 | 10175700070001 | Ladda upp en bild av detta fornminne |
| Råggärd 8:1                | Hög            |              | Råggärd, Dalsland   |       | 58.763427, 12.025693 | 10175700080001 | Ladda upp en bild av detta fornminne |
| Råggärd 8:2                | Hög            |              | Råggärd, Dalsland   |       | 58.763350, 12.025911 | 10175700080002 | Ladda upp en bild av detta fornminne |
| Råggärd 9:1                | Gravfält       |              | Råggärd, Dalsland   |       | 58.762785, 12.027803 | 10175700090001 | Ladda upp en bild av detta fornminne |
| Råggärd 10:1               | Hög            |              | Råggärd, Dalsland   |       | 58.762149, 12.029883 | 10175700100001 | Ladda upp en bild av detta fornminne |
| Råggärd 10:2               | Hög            |              | Råggärd, Dalsland   |       | 58.762101, 12.030125 | 10175700100002 | Ladda upp en bild av detta fornminne |
| Råggärd 10:3               | Stensättning   |              | Råggärd, Dalsland   |       | 58.761978, 12.030004 | 10175700100003 | Ladda upp en bild av detta fornminne |
| Råggärd 13:1               | Gravfält       |              | Råggärd, Dalsland   |       | 58.759105, 12.047245 | 10175700130001 | Ladda upp en bild av detta fornminne |
| Råggärd 14:1               | Hög            |              | Råggärd, Dalsland   |       | 58.757219, 12.046234 | 10175700140001 | Ladda upp en bild av detta fornminne |
| Råggärd 14:2               | Stensättning   |              | Råggärd, Dalsland   |       | 58.757164, 12.046419 | 10175700140002 | Ladda upp en bild av detta fornminne |
| Råggärd 14:3               | Hög            |              | Råggärd, Dalsland   |       | 58.757133, 12.046667 | 10175700140003 | Ladda upp en bild av detta fornminne |
| Råggärd 14:4               | Hög            |              | Råggärd, Dalsland   |       | 58.757034, 12.046727 | 10175700140004 | Ladda upp en bild av detta fornminne |
| Råggärd 15:1               | Stenkammargrav |              | Råggärd, Dalsland   |       | 58.751322, 12.056110 | 10175700150001 | Ladda upp en bild av detta fornminne |
| Råggärd 15:2               | Hällristning   |              | Råggärd, Dalsland   |       | 58.751303, 12.055835 | 10175700150002 | Ladda upp en bild av detta fornminne |
| Råggärd 19:1               | Stensättning   |              | Råggärd, Dalsland   |       | 58.753257, 12.059357 | 10175700190001 | Ladda upp en bild av detta fornminne |
| Råggärd 19:2               | Stensättning   |              | Råggärd, Dalsland   |       | 58.753192, 12.059556 | 10175700190002 | Ladda upp en bild av detta fornminne |
| Råggärd 20:1               | Hög            |              | Råggärd, Dalsland   |       | 58.750699, 12.078362 | 10175700200001 | Ladda upp en bild av detta fornminne |
| Råggärd 22:1               | Hög            |              | Råggärd, Dalsland   |       | 58.732172, 12.008126 | 10175700220001 | Ladda upp en bild av detta fornminne |
| Råggärd 24:1               | Hög            |              | Råggärd, Dalsland   |       | 58.769605, 11.996373 | 10175700240001 | Ladda upp en bild av detta fornminne |
| Råggärd 25:1               | Röse           |              | Råggärd, Dalsland   |       | 58.774905, 11.978253 | 10175700250001 | Ladda upp en bild av detta fornminne |
| Råggärd 26:1               | Hög            |              | Råggärd, Dalsland   |       | 58.774371, 11.978914 | 10175700260001 | Ladda upp en bild av detta fornminne |
| Råggärd 26:2               | Stensättning   |              | Råggärd, Dalsland   |       | 58.774326, 11.978659 | 10175700260002 | Ladda upp en bild av detta fornminne |
| Råggärd 26:3               | Stensättning   |              | Råggärd, Dalsland   |       | 58.774175, 11.977811 | 10175700260003 | Ladda upp en bild av detta fornminne |
| Råggärd 26:4               | Stensättning   |              | Råggärd, Dalsland   |       | 58.774520, 11.978962 | 10175700260004 | Ladda upp en bild av detta fornminne |
| Råggärd 28:1               | Stensättning   |              | Råggärd, Dalsland   |       | 58.746377, 12.082211 | 10175700280001 | Ladda upp en bild av detta fornminne |
| Råggärd 31:1               | Stensättning   |              | Råggärd, Dalsland   |       | 58.744136, 12.085265 | 10175700310001 | Ladda upp en bild av detta fornminne |
| Råggärd 37:1               | Hög            |              | Råggärd, Dalsland   |       | 58.762137, 12.034862 | 10175700370001 | Ladda upp en bild av detta fornminne |
| Råggärd 38:1               | Röse           |              | Råggärd, Dalsland   |       | 58.762390, 12.041074 | 10175700380001 | Ladda upp en bild av detta fornminne |
| Råggärd 39:1               | Hög            |              | Råggärd, Dalsland   |       | 58.752001, 12.058976 | 10175700390001 | Ladda upp en bild av detta fornminne |
| Råggärd 39:2               | Stensättning   |              | Råggärd, Dalsland   |       | 58.751876, 12.058572 | 10175700390002 | Ladda upp en bild av detta fornminne |
| Råggärd 39:3               | Hög            |              | Råggärd, Dalsland   |       | 58.751759, 12.058406 | 10175700390003 | Ladda upp en bild av detta fornminne |
| Råggärd 39:4               | Stensättning   |              | Råggärd, Dalsland   |       | 58.751637, 12.059712 | 10175700390004 | Ladda upp en bild av detta fornminne |
| Råggärd 41:1               | Röse           |              | Råggärd, Dalsland   |       | 58.748913, 12.081720 | 10175700410001 | Ladda upp en bild av detta fornminne |
| Råggärd 51:2               | Stensättning   |              | Råggärd, Dalsland   |       | 58.759566, 12.068785 | 10175700510002 | Ladda upp en bild av detta fornminne |
| Råggärd 52:1               | Gravfält       |              | Råggärd, Dalsland   |       | 58.758413, 12.053067 | 10175700520001 | Ladda upp en bild av detta fornminne |
| Råggärd 53:1               | Stensättning   |              | Råggärd, Dalsland   |       | 58.757034, 12.054972 | 10175700530001 | Ladda upp en bild av detta fornminne |
| Råggärd 54:1               | Stensättning   |              | Råggärd, Dalsland   |       | 58.755550, 12.045893 | 10175700540001 | Ladda upp en bild av detta fornminne |
| Råggärd 55:1               | Gravfält       |              | Råggärd, Dalsland   |       | 58.772802, 12.008395 | 10175700550001 | Ladda upp en bild av detta fornminne |
| Råggärd 56:1               | Stensättning   |              | Råggärd, Dalsland   |       | 58.772396, 12.014650 | 10175700560001 | Ladda upp en bild av detta fornminne |
| Råggärd 56:2               | Stensättning   |              | Råggärd, Dalsland   |       | 58.772388, 12.015162 | 10175700560002 | Ladda upp en bild av detta fornminne |
| Råggärd 56:3               | Stensättning   |              | Råggärd, Dalsland   |       | 58.772399, 12.015548 | 10175700560003 | Ladda upp en bild av detta fornminne |
| Råggärd 56:4               | Stensättning   |              | Råggärd, Dalsland   |       | 58.772304, 12.015730 | 10175700560004 | Ladda upp en bild av detta fornminne |
| Råggärd 57:1               | Gravfält       |              | Råggärd, Dalsland   |       | 58.780211, 11.988261 | 10175700570001 | Ladda upp en bild av detta fornminne |
| Kyrkekullen (Råggärd 58:1) | Gravfält       |              | Råggärd, Dalsland   |       | 58.777522, 11.973912 | 10175700580001 | Ladda upp en bild av detta fornminne |
| Kyrkekullen (Råggärd 58:2) | Stensättning   |              | Råggärd, Dalsland   |       | 58.778069, 11.974444 | 10175700580002 | Ladda upp en bild av detta fornminne |
| Råggärd 59:1               | Stensättning   |              | Råggärd, Dalsland   |       | 58.779884, 11.971511 | 10175700590001 | Ladda upp en bild av detta fornminne |
| Råggärd 60:1               | Stensättning   |              | Råggärd, Dalsland   |       | 58.754863, 11.997697 | 10175700600001 | Ladda upp en bild av detta fornminne |
| Råggärd 63:1               | Hög            |              | Råggärd, Dalsland   |       | 58.774906, 11.979453 | 10175700630001 | Ladda upp en bild av detta fornminne |
| Råggärd 64:1               | Röse           |              | Råggärd, Dalsland   |       | 58.752146, 11.984088 | 10175700640001 | Ladda upp en bild av detta fornminne |
| Råggärd 66:1               | Stensättning   |              | Råggärd, Dalsland   |       | 58.746927, 11.976850 | 10175700660001 | Ladda upp en bild av detta fornminne |
| Råggärd 69:1               | Stensättning   |              | Råggärd, Dalsland   |       | 58.770819, 11.975287 | 10175700690001 | Ladda upp en bild av detta fornminne |
| Råggärd 69:2               | Stensättning   |              | Råggärd, Dalsland   |       | 58.770667, 11.975837 | 10175700690002 | Ladda upp en bild av detta fornminne |
| Valhögen (Råggärd 70:1)    | Stensättning   |              | Råggärd, Dalsland   |       | 58.764188, 11.964243 | 10175700700001 | Ladda upp en bild av detta fornminne |
| Råggärd 74:1               | Stensättning   |              | Råggärd, Dalsland   |       | 58.759075, 11.969742 | 10175700740001 | Ladda upp en bild av detta fornminne |
| Råggärd 77:1               | Stensättning   |              | Råggärd, Dalsland   |       | 58.766653, 11.999239 | 10175700770001 | Ladda upp en bild av detta fornminne |
| Råggärd 79:1               | Hög            |              | Råggärd, Dalsland   |       | 58.768664, 11.971996 | 10175700790001 | Ladda upp en bild av detta fornminne |
| Råggärd 79:2               | Hög            |              | Råggärd, Dalsland   |       | 58.768640, 11.972234 | 10175700790002 | Ladda upp en bild av detta fornminne |
| Råggärd 80:1               | Stensättning   |              | Råggärd, Dalsland   |       | 58.790858, 11.974209 | 10175700800001 | Ladda upp en bild av detta fornminne |
| Råggärd 83:1               | Hög            |              | Råggärd, Dalsland   |       | 58.767368, 11.972715 | 10175700830001 | Ladda upp en bild av detta fornminne |
| Råggärd 83:2               | Stensättning   |              | Råggärd, Dalsland   |       | 58.767664, 11.972747 | 10175700830002 | Ladda upp en bild av detta fornminne |
| Råggärd 83:3               | Stensättning   |              | Råggärd, Dalsland   |       | 58.767558, 11.972279 | 10175700830003 | Ladda upp en bild av detta fornminne |
| Råggärd 83:4               | Stensättning   |              | Råggärd, Dalsland   |       | 58.767763, 11.972168 | 10175700830004 | Ladda upp en bild av detta fornminne |

## Torp
| Namn                   | Lämningstyp                 | Tillkomsttid | Historisk indelning | Plats | Läge                 | ID-nr          | Bild                                 |
| ---------------------- | --------------------------- | ------------ | ------------------- | ----- | -------------------- | -------------- | ------------------------------------ |
| Torp 1:1               | Hög                         |              | Torp, Dalsland      |       | 58.511280, 11.964139 | 10179600010001 | Ladda upp en bild av detta fornminne |
| Torp 1:2               | Stensättning                |              | Torp, Dalsland      |       | 58.511250, 11.963802 | 10179600010002 | Ladda upp en bild av detta fornminne |
| Torp 4:1               | Stensättning                |              | Torp, Dalsland      |       | 58.518553, 11.955486 | 10179600040001 | Ladda upp en bild av detta fornminne |
| Torp 4:2               | Stensättning                |              | Torp, Dalsland      |       | 58.518698, 11.955513 | 10179600040002 | Ladda upp en bild av detta fornminne |
| Torp 5:1               | Gravfält                    |              | Torp, Dalsland      |       | 58.514219, 11.925379 | 10179600050001 | Ladda upp en bild av detta fornminne |
| Torp 6:1               | Hög                         |              | Torp, Dalsland      |       | 58.509917, 11.945924 | 10179600060001 | Ladda upp en bild av detta fornminne |
| Torp 6:2               | Stensättning                |              | Torp, Dalsland      |       | 58.509820, 11.946152 | 10179600060002 | Ladda upp en bild av detta fornminne |
| Torp 6:3               | Hög                         |              | Torp, Dalsland      |       | 58.509705, 11.946029 | 10179600060003 | Ladda upp en bild av detta fornminne |
| Torp 6:4               | Stensättning                |              | Torp, Dalsland      |       | 58.509775, 11.945828 | 10179600060004 | Ladda upp en bild av detta fornminne |
| Torp 7:1               | Stensättning                |              | Torp, Dalsland      |       | 58.509789, 11.949091 | 10179600070001 | Ladda upp en bild av detta fornminne |
| Torp 8:1               | Stensättning                |              | Torp, Dalsland      |       | 58.511851, 11.985584 | 10179600080001 | Ladda upp en bild av detta fornminne |
| Torp 11:1              | Stensättning                |              | Torp, Dalsland      |       | 58.507869, 11.933362 | 10179600110001 | Ladda upp en bild av detta fornminne |
| Torp 12:1              | Hög                         |              | Torp, Dalsland      |       | 58.513913, 11.926144 | 10179600120001 | Ladda upp en bild av detta fornminne |
| Torp 13:1              | Stensättning                |              | Torp, Dalsland      |       | 58.509209, 11.917968 | 10179600130001 | Ladda upp en bild av detta fornminne |
| Torp 17:1              | Stensättning                |              | Torp, Dalsland      |       | 58.517339, 11.897075 | 10179600170001 | Ladda upp en bild av detta fornminne |
| Torp 20:1              | Grav markerad av sten/block |              | Torp, Dalsland      |       | 58.522489, 11.913040 | 10179600200001 | Ladda upp en bild av detta fornminne |
| Torp 21:1              | Gravfält                    |              | Torp, Dalsland      |       | 58.523705, 11.910108 | 10179600210001 | Ladda upp en bild av detta fornminne |
| Torp 22:1              | Röse                        |              | Torp, Dalsland      |       | 58.539072, 11.909614 | 10179600220001 | Ladda upp en bild av detta fornminne |
| Torp 22:2              | Röse                        |              | Torp, Dalsland      |       | 58.538874, 11.909599 | 10179600220002 | Ladda upp en bild av detta fornminne |
| Torp 22:3              | Stensättning                |              | Torp, Dalsland      |       | 58.538829, 11.909930 | 10179600220003 | Ladda upp en bild av detta fornminne |
| Torp 25:1              | Stenkrets                   |              | Torp, Dalsland      |       | 58.535121, 11.909696 | 10179600250001 | Ladda upp en bild av detta fornminne |
| Torp 25:2              | Stensättning                |              | Torp, Dalsland      |       | 58.535120, 11.910331 | 10179600250002 | Ladda upp en bild av detta fornminne |
| Torp 29:1              | Stensättning                |              | Torp, Dalsland      |       | 58.529341, 11.907968 | 10179600290001 | Ladda upp en bild av detta fornminne |
| Torp 29:2              | Stensättning                |              | Torp, Dalsland      |       | 58.529257, 11.907186 | 10179600290002 | Ladda upp en bild av detta fornminne |
| Torp 29:3              | Grav markerad av sten/block |              | Torp, Dalsland      |       | 58.528939, 11.907063 | 10179600290003 | Ladda upp en bild av detta fornminne |
| Torp 29:4              | Stensättning                |              | Torp, Dalsland      |       | 58.529519, 11.907898 | 10179600290004 | Ladda upp en bild av detta fornminne |
| Torp 30:1              | Stensättning                |              | Torp, Dalsland      |       | 58.525624, 11.909366 | 10179600300001 | Ladda upp en bild av detta fornminne |
| Torp 31:1              | Stenkrets                   |              | Torp, Dalsland      |       | 58.533948, 11.859330 | 10179600310001 | Ladda upp en bild av detta fornminne |
| Torp 31:2              | Hög                         |              | Torp, Dalsland      |       | 58.533880, 11.859457 | 10179600310002 | Ladda upp en bild av detta fornminne |
| Torp 31:3              | Stenkrets                   |              | Torp, Dalsland      |       | 58.533840, 11.859633 | 10179600310003 | Ladda upp en bild av detta fornminne |
| Torp 31:4              | Grav markerad av sten/block |              | Torp, Dalsland      |       | 58.533746, 11.859471 | 10179600310004 | Ladda upp en bild av detta fornminne |
| Torp 32:1              | Röse                        |              | Torp, Dalsland      |       | 58.525206, 11.872053 | 10179600320001 | Ladda upp en bild av detta fornminne |
| Torp 33:1              | Stensättning                |              | Torp, Dalsland      |       | 58.524804, 11.870514 | 10179600330001 | Ladda upp en bild av detta fornminne |
| Torp 33:2              | Stensättning                |              | Torp, Dalsland      |       | 58.524569, 11.870469 | 10179600330002 | Ladda upp en bild av detta fornminne |
| Torp 34:1              | Stensättning                |              | Torp, Dalsland      |       | 58.525916, 11.871106 | 10179600340001 | Ladda upp en bild av detta fornminne |
| Torp 36:1              | Röse                        |              | Torp, Dalsland      |       | 58.523875, 11.870384 | 10179600360001 | Ladda upp en bild av detta fornminne |
| Torp 36:2              | Stensättning                |              | Torp, Dalsland      |       | 58.523719, 11.869936 | 10179600360002 | Ladda upp en bild av detta fornminne |
| Torp 37:1              | Hög                         |              | Torp, Dalsland      |       | 58.532532, 11.950534 | 10179600370001 | Ladda upp en bild av detta fornminne |
| Torp 38:1              | Stensättning                |              | Torp, Dalsland      |       | 58.451988, 11.918679 | 10179600380001 | Ladda upp en bild av detta fornminne |
| Torp 38:2              | Stensättning                |              | Torp, Dalsland      |       | 58.451846, 11.918730 | 10179600380002 | Ladda upp en bild av detta fornminne |
| Torp 39:1              | Hög                         |              | Torp, Dalsland      |       | 58.453064, 11.916326 | 10179600390001 | Ladda upp en bild av detta fornminne |
| Torp 39:2              | Stensättning                |              | Torp, Dalsland      |       | 58.453160, 11.916538 | 10179600390002 | Ladda upp en bild av detta fornminne |
| Torp 40:1              | Hög                         |              | Torp, Dalsland      |       | 58.501517, 11.947699 | 10179600400001 | Ladda upp en bild av detta fornminne |
| Torp 40:2              | Hög                         |              | Torp, Dalsland      |       | 58.501290, 11.947545 | 10179600400002 | Ladda upp en bild av detta fornminne |
| Torp 41:1              | Gravfält                    |              | Torp, Dalsland      |       | 58.492987, 11.947929 | 10179600410001 | Ladda upp en bild av detta fornminne |
| Torp 45:1              | Hög                         |              | Torp, Dalsland      |       | 58.462340, 11.940948 | 10179600450001 | Ladda upp en bild av detta fornminne |
| Torp 46:1              | Gravfält                    |              | Torp, Dalsland      |       | 58.450040, 11.942922 | 10179600460001 | Ladda upp en bild av detta fornminne |
| Torp 48:1              | Stensättning                |              | Torp, Dalsland      |       | 58.453688, 11.912774 | 10179600480001 | Ladda upp en bild av detta fornminne |
| Torp 48:2              | Stensättning                |              | Torp, Dalsland      |       | 58.453598, 11.913041 | 10179600480002 | Ladda upp en bild av detta fornminne |
| Torp 49:1              | Stensättning                |              | Torp, Dalsland      |       | 58.453628, 11.909180 | 10179600490001 | Ladda upp en bild av detta fornminne |
| Torp 50:1              | Stenkammargrav              |              | Torp, Dalsland      |       | 58.446368, 12.064507 | 10179600500001 | Ladda upp en bild av detta fornminne |
| Torp 52:1              | Stensättning                |              | Torp, Dalsland      |       | 58.467192, 12.055488 | 10179600520001 | Ladda upp en bild av detta fornminne |
| Torp 53:1              | Röse                        |              | Torp, Dalsland      |       | 58.466280, 12.054537 | 10179600530001 | Ladda upp en bild av detta fornminne |
| Kaseberget (Torp 71:1) | Stensättning                |              | Torp, Dalsland      |       | 58.496507, 11.954679 | 10179600710001 | Ladda upp en bild av detta fornminne |
| Torp 73:1              | Röse                        |              | Torp, Dalsland      |       | 58.518727, 11.962895 | 10179600730001 | Ladda upp en bild av detta fornminne |
| Torp 73:2              | Stensättning                |              | Torp, Dalsland      |       | 58.518273, 11.963392 | 10179600730002 | Ladda upp en bild av detta fornminne |
| Torp 76:1              | Gravfält                    |              | Torp, Dalsland      |       | 58.498385, 11.949484 | 10179600760001 | Ladda upp en bild av detta fornminne |
| Torp 83:1              | Gravfält                    |              | Torp, Dalsland      |       | 58.493895, 11.915748 | 10179600830001 | Ladda upp en bild av detta fornminne |
| Torp 83:2              | Stensättning                |              | Torp, Dalsland      |       | 58.493704, 11.914989 | 10179600830002 | Ladda upp en bild av detta fornminne |
| Torp 86:1              | Hög                         |              | Torp, Dalsland      |       | 58.454296, 11.934399 | 10179600860001 | Ladda upp en bild av detta fornminne |
| Torp 86:2              | Hög                         |              | Torp, Dalsland      |       | 58.454195, 11.934526 | 10179600860002 | Ladda upp en bild av detta fornminne |
| Torp 87:1              | Stensättning                |              | Torp, Dalsland      |       | 58.490575, 11.892866 | 10179600870001 | Ladda upp en bild av detta fornminne |
| Torp 87:2              | Hög                         |              | Torp, Dalsland      |       | 58.490466, 11.892843 | 10179600870002 | Ladda upp en bild av detta fornminne |
| Torp 90:1              | Hög                         |              | Torp, Dalsland      |       | 58.479902, 11.936863 | 10179600900001 | Ladda upp en bild av detta fornminne |
| Torp 91:1              | Hög                         |              | Torp, Dalsland      |       | 58.486928, 11.917201 | 10179600910001 | Ladda upp en bild av detta fornminne |
| Torp 93:1              | Stensättning                |              | Torp, Dalsland      |       | 58.517700, 11.904146 | 10179600930001 | Ladda upp en bild av detta fornminne |

## Ödeborg
| Namn                          | Lämningstyp    | Tillkomsttid | Historisk indelning | Plats | Läge                 | ID-nr          | Bild                                      |
| ----------------------------- | -------------- | ------------ | ------------------- | ----- | -------------------- | -------------- | ----------------------------------------- |
| Ödeborg 1:1                   | Gravfält       |              | Ödeborg, Dalsland   |       | 58.552701, 11.958094 | 10183200010001 | Ladda upp en bild av detta fornminne      |
| Ödeborg 1:2                   | Gravfält       |              | Ödeborg, Dalsland   |       | 58.552202, 11.957911 | 10183200010002 | Ladda upp en bild av detta fornminne      |
| Ödeborg 3:1                   | Gravfält       |              | Ödeborg, Dalsland   |       | 58.547294, 11.959240 | 10183200030001 | Ladda upp en bild av detta fornminne      |
| Ödeborg 3:2                   | Stensättning   |              | Ödeborg, Dalsland   |       | 58.547909, 11.960498 | 10183200030002 | Ladda upp en bild av detta fornminne      |
| Ödeborg 6:1                   | Gravfält       |              | Ödeborg, Dalsland   |       | 58.544613, 11.979374 | 10183200060001 | Ladda upp en bild av detta fornminne      |
| Ödeborg 7:1                   | Hög            |              | Ödeborg, Dalsland   |       | 58.545025, 11.978116 | 10183200070001 | Ladda upp en bild av detta fornminne      |
| Ödeborg 8:1                   | Hög            |              | Ödeborg, Dalsland   |       | 58.534307, 11.968888 | 10183200080001 | Ladda upp en bild av detta fornminne      |
| Ödeborg 8:2                   | Hög            |              | Ödeborg, Dalsland   |       | 58.534487, 11.969098 | 10183200080002 | Ladda upp en bild av detta fornminne      |
| Ödeborg 8:3                   | Stensättning   |              | Ödeborg, Dalsland   |       | 58.533936, 11.968666 | 10183200080003 | Ladda upp en bild av detta fornminne      |
| Ödeborg 9:1                   | Gravfält       |              | Ödeborg, Dalsland   |       | 58.534295, 11.977285 | 10183200090001 | Ladda upp en bild av detta fornminne      |
| Jättegraven (Ödeborg 11:1)    | Röse           |              | Ödeborg, Dalsland   |       | 58.522701, 11.966922 | 10183200110001 | Ladda upp en bild av detta fornminne      |
| Ödeborg 12:1                  | Gravfält       |              | Ödeborg, Dalsland   |       | 58.545872, 11.993910 | 10183200120001 | Ladda upp en bild av detta fornminne      |
| Ödeborg 13:1                  | Stensättning   |              | Ödeborg, Dalsland   |       | 58.548920, 11.994585 | 10183200130001 | Ladda upp en bild av detta fornminne      |
| Ättehögskullen (Ödeborg 14:1) | Gravfält       |              | Ödeborg, Dalsland   |       | 58.553269, 11.994632 | 10183200140001 | Ladda upp en till bild av detta fornminne |
| Borråseberget (Ödeborg 15:1)  | Fornborg       |              | Ödeborg, Dalsland   |       | 58.547314, 12.012281 | 10183200150001 | Ladda upp en till bild av detta fornminne |
| Ödeborg 16:1                  | Stensättning   |              | Ödeborg, Dalsland   |       | 58.506526, 11.970968 | 10183200160001 | Ladda upp en bild av detta fornminne      |
| Ödeborg 17:1                  | Röse           |              | Ödeborg, Dalsland   |       | 58.499009, 11.965223 | 10183200170001 | Ladda upp en bild av detta fornminne      |
| Ödeborg 20:1                  | Hällristning   |              | Ödeborg, Dalsland   |       | 58.540150, 11.988874 | 10183200200001 | Ladda upp en bild av detta fornminne      |
| Ödeborg 22:1                  | Stensättning   |              | Ödeborg, Dalsland   |       | 58.534367, 12.096891 | 10183200220001 | Ladda upp en bild av detta fornminne      |
| Ödeborg 23:1                  | Stensättning   |              | Ödeborg, Dalsland   |       | 58.531022, 12.075547 | 10183200230001 | Ladda upp en bild av detta fornminne      |
| Ödeborg 24:1                  | Stenkammargrav |              | Ödeborg, Dalsland   |       | 58.529681, 12.094303 | 10183200240001 | Ladda upp en bild av detta fornminne      |
| Ödeborg 25:1                  | Stensättning   |              | Ödeborg, Dalsland   |       | 58.528850, 12.083898 | 10183200250001 | Ladda upp en bild av detta fornminne      |
| Ödeborg 32:1                  | Hög            |              | Ödeborg, Dalsland   |       | 58.535031, 11.976030 | 10183200320001 | Ladda upp en bild av detta fornminne      |
| Ödeborg 33:1                  | Stenkammargrav |              | Ödeborg, Dalsland   |       | 58.544470, 12.107523 | 10183200330001 | Ladda upp en bild av detta fornminne      |
| Ödeborg 60:1                  | Stensättning   |              | Ödeborg, Dalsland   |       | 58.533333, 11.974219 | 10183200600001 | Ladda upp en bild av detta fornminne      |
| Ödeborg 61:1                  | Gravfält       |              | Ödeborg, Dalsland   |       | 58.536674, 11.976265 | 10183200610001 | Ladda upp en bild av detta fornminne      |
| Ödeborg 74:1                  | Gravfält       |              | Ödeborg, Dalsland   |       | 58.520619, 11.978006 | 10183200740001 | Ladda upp en bild av detta fornminne      |
| Ödeborg 75:1                  | Stensättning   |              | Ödeborg, Dalsland   |       | 58.518884, 11.986977 | 10183200750001 | Ladda upp en bild av detta fornminne      |
| Ödeborg 75:2                  | Stensättning   |              | Ödeborg, Dalsland   |       | 58.519045, 11.986768 | 10183200750002 | Ladda upp en bild av detta fornminne      |
| Ödeborg 79:1                  | Stensättning   |              | Ödeborg, Dalsland   |       | 58.555507, 11.999301 | 10183200790001 | Ladda upp en bild av detta fornminne      |
| Ödeborg 81:1                  | Hällristning   |              | Ödeborg, Dalsland   |       | 58.538599, 11.981033 | 10183200810001 | Ladda upp en bild av detta fornminne      |
| Ödeborg 82:1                  | Hällristning   |              | Ödeborg, Dalsland   |       | 58.539153, 11.976594 | 10183200820001 | Ladda upp en bild av detta fornminne      |
| Ödeborg 89:1                  | Stensättning   |              | Ödeborg, Dalsland   |       | 58.544004, 11.979524 | 10183200890001 | Ladda upp en bild av detta fornminne      |
| Ödeborg 93:1                  | Hällristning   |              | Ödeborg, Dalsland   |       | 58.550600, 11.991078 | 10183200930001 | Ladda upp en bild av detta fornminne      |
| Ödeborg 94:1                  | Hällristning   |              | Ödeborg, Dalsland   |       | 58.550330, 11.991276 | 10183200940001 | Ladda upp en bild av detta fornminne      |
| Ödeborg 95:1                  | Hällristning   |              | Ödeborg, Dalsland   |       | 58.548657, 11.962351 | 10183200950001 | Ladda upp en bild av detta fornminne      |
| Ödeborg 96:1                  | Hällristning   |              | Ödeborg, Dalsland   |       | 58.545371, 11.985550 | 10183200960001 | Ladda upp en bild av detta fornminne      |
| Ödeborg 96:2                  | Hällristning   |              | Ödeborg, Dalsland   |       | 58.545289, 11.985463 | 10183200960002 | Ladda upp en bild av detta fornminne      |
| Ödeborg 96:3                  | Hällristning   |              | Ödeborg, Dalsland   |       | 58.545498, 11.985523 | 10183200960003 | Ladda upp en bild av detta fornminne      |
| Ödeborg 96:4                  | Hällristning   |              | Ödeborg, Dalsland   |       | 58.545463, 11.985310 | 10183200960004 | Ladda upp en bild av detta fornminne      |
| Ödeborg 96:5                  | Hällristning   |              | Ödeborg, Dalsland   |       | 58.545356, 11.985352 | 10183200960005 | Ladda upp en bild av detta fornminne      |
| Ödeborg 96:6                  | Hällristning   |              | Ödeborg, Dalsland   |       | 58.545442, 11.985581 | 10183200960006 | Ladda upp en bild av detta fornminne      |
| Ödeborg 109:1                 | Hög            |              | Ödeborg, Dalsland   |       | 58.516597, 11.981128 | 10183201090001 | Ladda upp en bild av detta fornminne      |
| Ödeborg 121:1                 | Stensättning   |              | Ödeborg, Dalsland   |       | 58.553675, 11.996821 | 10183201210001 | Ladda upp en bild av detta fornminne      |
| Ödeborg 121:2                 | Stensättning   |              | Ödeborg, Dalsland   |       | 58.553659, 11.997163 | 10183201210002 | Ladda upp en bild av detta fornminne      |
| Ödeborg 121:3                 | Stensättning   |              | Ödeborg, Dalsland   |       | 58.553765, 11.997396 | 10183201210003 | Ladda upp en bild av detta fornminne      |
| Ödeborg 128:1                 | Hällristning   |              | Ödeborg, Dalsland   |       | 58.536813, 12.095961 | 10183201280001 | Ladda upp en bild av detta fornminne      |
| Ödeborg 130:1                 | Stenkammargrav |              | Ödeborg, Dalsland   |       | 58.550463, 11.951087 | 10183201300001 | Ladda upp en bild av detta fornminne      |